# 예수 그리스도 후기 성도 교회
예수 그리스도 후기 성도 교회(耶蘇基利斯督後期聖徒教會영어: The Church of Jesus Christ of Latter-day Saints, LDS)는 19세기 미국에서 설립된 회복주의 기독교를 표방하는 종교 단체이다. 또한 후기성도 운동의 주된 계보이다. 1830년 뉴욕주에서 어느 종교에도 소속된 경험이 없는 시골 청년인 24세의 조셉 스미스 주니어를 포함한 그의 동료 청년 6명을 등기인으로 하여 공식 설립되었다.
이 교회는 설립 당시부터 스스로 구교와 신교로 알려진 전통적인 기존 서방교회의 일원이 아니며, 그들 중의 어느 틈새에서 파생된 종파도 아니고, 오직 성경시대의 초대 교회와 동일한 권능과 조직과 복음 원리대로 현대에 회복된 기독교임을 천명하여 왔다. 사도신경에 담긴 내용에 대해서는 부정하지 않지만 이후 공의회에서 조직된 니케아 신경이나 아타나시우스 신경의 삼위일체관은 이교도의 영향을 받았다고 보며 따르지 않고 독자적인 신앙고백인 신앙개조를 따른다.
대체적으로 그 후의 신경을 믿는 경향의 천주교, 정교회, 및 일부 개신교 등의 전통적인 일반 기독교와는 그러한 믿음과 공인 경전의 범위에서 구분된다. 종교학계에서는 위에 언급된 전통적인 기독교 교회들과 별도의 기독교 종교로 분류된다. 국내의 주류 개신교계에서는 이 교회를 이단으로 정죄하였는데, 후기성도교회에서는 그 근거 중 일부 사실이 아닌 부분이 있다고 반박한다.
표준 경전으로서 신약 · 구약 성경과 더불어 몰몬경을 경전으로 공인하고 있기 때문에 일반인들에게는 모르몬교 혹은 몰몬교라고도 알려져 있으나 이 교회는 이를 믿지 않은 자들이 사용하는 별명으로 받아들이면서 공식명칭인 예수 그리스도 후기성도 교회를 사용해 줄 것을 요청하고 있다. 줄여서 호칭할 때는 예수 그리스도 교회, 또는 후기성도 교회로 부르기를 바란다고 한다. 1955년 처음 한국에 선교사가 파견되었을 당시에는 'Latter-day'를 일본어식으로 '말일'로 번역하여 말일성도 예수 그리스도 교회(末日聖徒耶蘇基利斯督教會)로 불렸으나 2005년 7월 경전 재번역을 기점으로 한국어 명칭을 현재와 같이 재번역하여 개칭하였다.
교회의 본부는 유타주의 솔트레이크 시티에 있으며 세계 각처에 지역 단위 교회를 두고 있다. 교회의 신자는 전 세계를 통틀어 1천6백만이 넘어선 것으로 발표되었다. 본부를 둔 미국에서의 경우 2011년 기준 북미기독교연감에서 공표된 신자 수는 605만명으로 기독교회 및 기독교 관련 종교단체 가운데 가톨릭, 남침례교, 연합감리교 다음의 네 번째로 큰 교단이며, 회원 수 100만명 이상의 교단이나 교회 중 가장 빨리 성장하는 교회였다.

## 역사

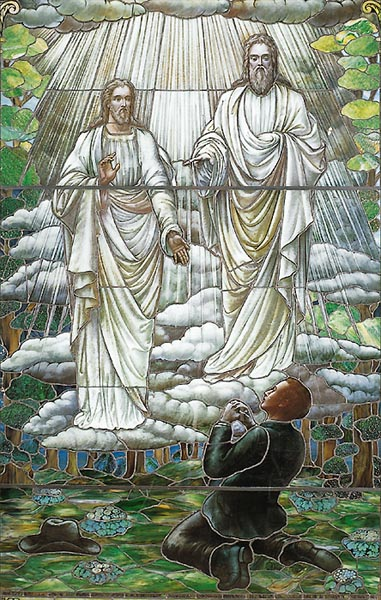
조셉 스미스 주니어의 첫 번째 시현을 주제로 1913년에 제작된 스테인드글라스. 작가미상

### 초창기

#### 교회의 설립
조셉 스미스 주니어(1805년~ 1844년)의 기록에 따르면 그는 14세 때 여러 기독교 종파 간의 서로 상반된 주장으로 대립이 격화되는 환경에서 종교적 갈등을 겪었다. 그는 어느 교회의 주장이 옳은지 알 수 없었기 때문이다. 그러던 그는 성경을 읽다가 "지혜가 부족하거든 누구든지 하나님께 구하라 그리하면 후히 주시고 꾸짖지 아니 하시니라."는 야고보서 1장 5절의 성구에 깊은 감동을 받고 하나님께 답을 구하기로 하였다. 1820년 봄에 어느 교회에 속하여야 할지 직접 하나님께 응답을 구하고자 숲에 들어가 기도한 끝에 빛 기둥 가운데 영광 중에 나타나신 하나님 아버지와 예수 그리스도를 직접 만나 그리스도로부터 가르침을 받았다고 한다. 그는 아무 종파에도 속하지 말고 기다리라는 답을 들었고 이에 따라 어떤 교회에도 속하지 아니하고 기다렸다고 한다. 이 사건을 이 교회에서는 '첫번째 시현'이라고 하며 교회 역사의 시발점이라고 주장한다.
또한, 1823년 9월 22일 밤에 기도 중에 그를 방문한 모로나이 천사의 가르침으로 집 근처에 있는 구모라 언덕의 땅속에 묻힌 금판이 있음을 알게 되었다. 그 이틑날 금판이 묻힌 그 장소에 가서 직접 목격하고 모로나이 천사의 지시를 받았는데, 그로부터 4년 동안 매년 9월 23일 그곳에서 그 천사를 만나 가르침을 받았다. 그리고 1827년 9월 23일 그 천사의 지시로 땅 속에 묻혀있던 그 금판을 받았다고 한다. 조셉 스미스는 하나님의 은사와 권능으로써 이를 약 3개월 동안 실제 일수로는 65일간 영어로 구술 번역하였으며, 서기의 필기로 기록되었다. 이 과정에서 필기한 서기는 올리버 카우드리 등이 참여하였다. 예수 그리스도 후기성도 교회에서 공인하는 경전의 하나인 몰몬경은 땅 속에 보관되어 오던 고대 기록이며 이러한 과정을 통하여 이 세상에 나오게 되었다고 믿는다. '예수그리스도의 또 하나의 성약'이라는 부제를 가진 이 몰몬경은 교회가 설립되기 직전인 1830년 3월 27일에 초판 5,000부가 출판되었다.
이 교회의 표준 경전에 포함된 《값진 진주》와 《교리와 성약》에 의하면, 조셉 스미스와 몰몬경 기록서기 올리버 카우드리는 몰몬경을 번역하는 도중에 1829년 5월 15일 죄 사함과 침례에 관하여 하나님께 여쭈어보려고 사스케하나 강 인근의 숲으로 들어가서 기도하였다. 기도 중에 하늘에서 온 사자가 영광에 싸인 채 내려와 자신은 침례 요한이며, 베드로, 야고보, 요한의 지시에 따라 일하고 있다고 밝히면서 이들의 머리위에 손을 얹고 침례를 베풀 수 있는 권능인 아론 신권을 성임하였다고 밝혔다. 천사의 성역, 회개의 복음 그리고 죄 사함을 위한 침수로서 침례의 열쇠를 주었으며, 이들은 그 직후 침례 요한의 지시에 따라 서로 침례를 주고 받았고, 여러 가지 예언을 했다고 한다. 그 달 말 경에 사도 베드로, 야고보, 요한이 나타나 이들에게 아론 신권보다 높은 권세인 멜기세덱 신권을 부여하고 성임 하였다고 현대 경전에 기록되어 있다.
몰몬경 출판 직후인 1830년 4월 6일 뉴욕주 페이에트에서 약 60명이 모인 가운데 조셉 스미스를 중심으로 몰몬경 금판 원본을 직접 보고 만져 보았다고 증언한 이들 중에 6명의 청년들이 뉴욕주 법에 따라 설립 등기인으로 참여하여 설립된 새로운 종교로서 이 교회가 등장하였다.

#### 커틀랜드 시기

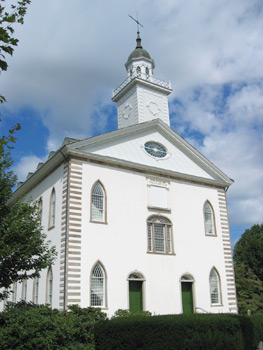
1836년에 봉헌된 커틀랜드 성전.

1831년 이 교회는 본부를 오하이오주의 커틀랜드로 옮겼으며, 1834년 교회의 이름을 후기성도 교회(영어: Church of the Latter Day Saints)로 칭하였고, 미주리주 잭슨 카운티에 지부를 두었다. 조셉 스미스 주니어는 미주리주의 잭슨 카운티를 시온으로 여겼고 교회의 본부를 이 곳으로 옮기려 하였다. 그러나 1833년 잭슨 카운티의 후기성도 교회 성도들이 적대적인 지역민들과 충돌하여 추방되는 일이 일어났고, 조셉 스미스가 이끌었던 이 교회의 준군사조직인 시온 진영이 미주리 주를 향하여 1,600km를 행군하였으나 땅을 회복하는 데는 이르지 못하였다. 이 행군은 대원들의 좋은 훈련 과정이 되었으며, 훗날 십이사도 및 칠십인정원회 구성원들을 거의 대부분 시온 진영 출신으로 구성하였다.
이러한 일이 있는 상황에서도 커틀랜드의 교회는 꾸준히 성장하여 1831년 680명 정도였던 신도는 1838년 무렵 약 1만7천여명으로 증가하였다. 조셉 스미스는 커틀랜드의 성전을 건설하고 헌납식에서 기도를 통해 성령이 강림하였다고 증언하였고, 또한 예수와 모세, 일라이어스, 엘리야가 이들을 방문하고 각각 경륜의 열쇠를 수여하였다고 하였다.
예수 그리스도 후기성도 교회의 커트랜드 시기는 이 교회가 운영하던 사설 은행인 "커트랜드 세이프티 소사이어티"와 관련한 금융 문제가 도화선이 되어 끝을 맺게 되었다. 커트랜드 네이프티 소사이어티는 1837년 11월 파산하였는데 이는 1837년 경제공황의 여파를 받았기 때문이다. 당시 미국은 금융 위기로 뉴욕에서만 약 1억 달러가 증발하였고 이 여파로 미국 내의 850개 은행이 파산하고, 343개의 은행의 영업이 정지되는 등 막대한 타격을 입었다. 커트랜드 세이프티 소사이어티의 파산으로 조셉 스미스는 예금자들로부터 소송에 휘말렸으며 교회는 스미스의 보석을 위해 3만8천 달러를 지방법원에 제출하였다. 한편, 이 사건으로 피해를 입은 상당수의 신도들이 이 교회를 떠났다. 조셉 스미스는 신도들을 인도하여 미주리 주의 파 웨스트에 정착하였다. 그러나 얼마 지나지 않아 미주리 주의 주민들이 이 교회를 배척하기 시작하여 무력 충돌로 이어졌다. 1838년 몰몬 전쟁 또는 혼즈밀 대학살 사건으로 불리는 이 충돌로 이 교회의 신도 21명이 사망하고 미주리주 민병대원 1명이 사망하였다. 이 때 미주리 주지사 릴번 더블류 보그스는 민병대원 1명의 사망 사건을 보고 받아 미주리주 행정 명령 44호를 통해 피해자들인 후기성도들에 대해 추방령을 내렸다. 후기성도들은 미시시피강을 건너 일리노이주의 나부 시로 옮겨갔으며 그곳에 새로운 본부를 설립하였다.

#### 나부 시기

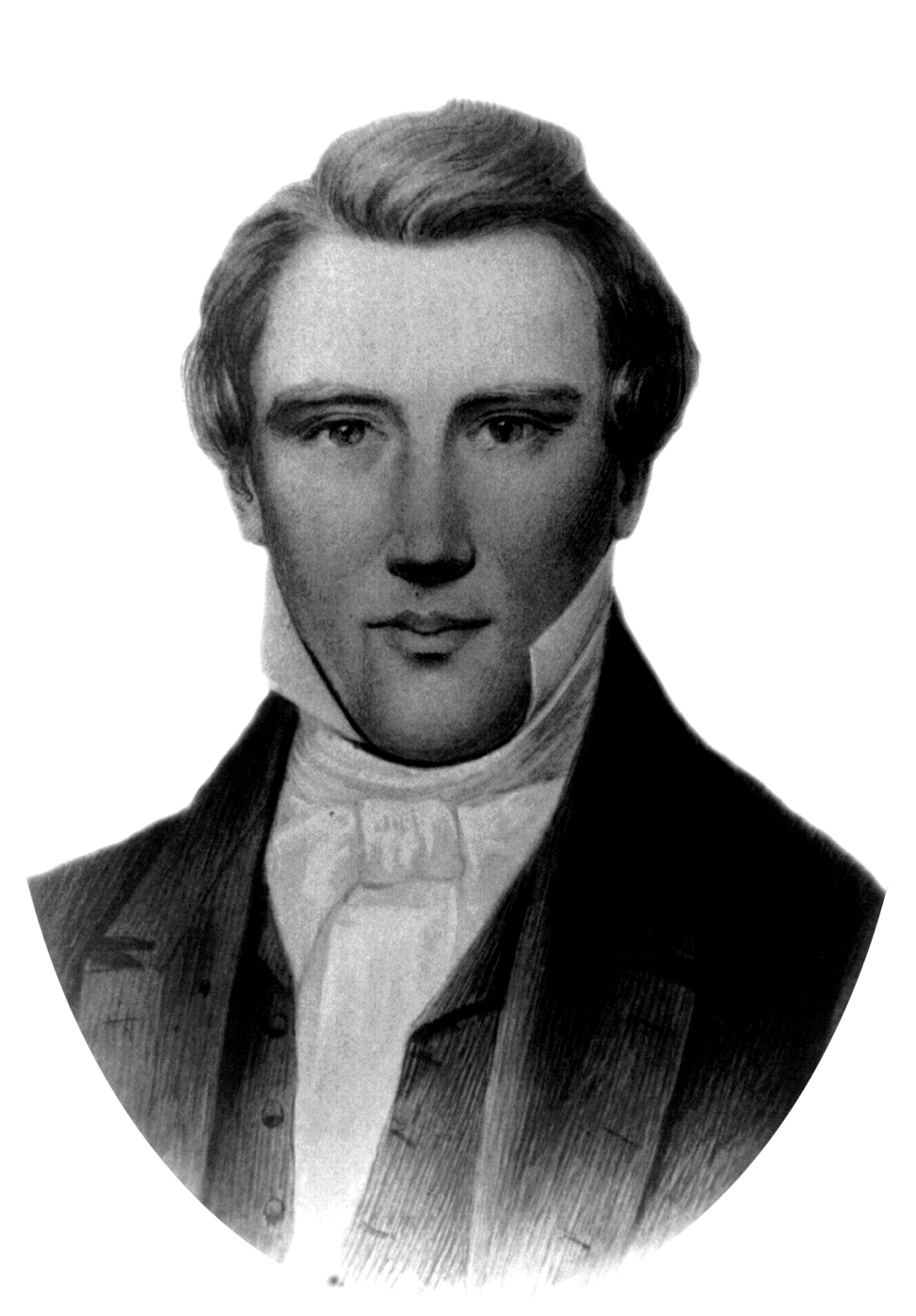
후기성도교회의 창설자인 조셉 스미스의 사진.

예수 그리스도 후기성도 교회의 유럽 선교 사업으로 개종한 많은 신도들이 나부로 이주하여 왔으며 나부 시의 인구는 급속히 증가하였다. 이 무렵 조셉 스미스 주니어는 교리와 성약 132편을 근거로 남성신도들의 일부다처제를 허용하였다. 그 자신도 실제 같이 살지는 않았지만 성전에서 내세를 위해 여러 명의 아내와 인봉하였다. 한편, 조셉 스미스는 승영 의식(신권 인봉에 의해 영생에 이름)을 수립하고, 이 의식을 받은 사람은 죽은 후 나 예수의 재림이후 천년 왕국이 세워지면 무한한 진보로 신적으로 승화되어 영생에 이른다고 선언하였다. 또한, 조셉 스미스 2세는 자신이 14세에 하나님 아버지와 예수 그리스도를 만났다는 첫 번째 시현을 기록하여 공표하였는데, 이는 후일에 교회의 표준 경전의 하나인 《값진 진주》에 포함되었다.
조셉 스미스는 교회를 설립한 후 1842년에 신앙개조를 발표하였는데, 예수 그리스도 후기성도 교회의 기본적인 신조가 포함되어 있다. 여기에는 성삼위에 대한 믿음, 아담의 범법의 결과로서 인류가 유전된 형벌을 받는다는 교리의 부정, 그리스도의 대속, 예수 그리스도에 대한 신앙과 회개와 침례와 성신의 안수례 등의 복음 원리와 의식, 복음 전파자의 권능, 초대 교회와 동일한 조직 및 성신의 은사, 국가 통치자와 법률에 대한 지지와 순종, 정직과 진실과 순결과 인자와 유덕과 만인에 대한 선행의 신조 등과 함께 이스라엘의 회복과 새로운 예루살렘인 시온이 아메리카 대륙에 세워질 것이란 예언 등이 담겨있다.
1843년 12월에 조셉 스미스는 1844년 대통령 선거를 앞두고 미 대통령 후보로 거론되는 존시 캘러헌, 루이스 케스, 리챠드 엠 존슨, 핸리 클레이 및 마틴 반 뷰렌에게 편지를 썼는데, 그들이 당선되면 후기성도들에게 어떤 조치를 취할지, 특별히 미주리에서 빼앗긴 재산을 배상받도록 도와 주는 문제에 대해서 물었다. 다섯 사람 중에서 캐스, 클레이, 캘러헌이 답장을 보내 왔으나 조셉 스미스와 후기성도들이 바라는 연방 정부 차원의 중재를 이야기 하지는 않았다. 이에 조셉 스미스는교회의 뜻을 정부에 전달하고자 하는 시도로 십이사도정원회의 만장일치 추대를 기반으로 정당을 결성하고 미국의 대통령 후보로 등록하여 출마하였다. 이 교회의 조직인 십이사도 정원회와 수백명의 신도가 선거 운동에 참여하였다. 1844년 3월 조셉 스미스는 십이사도정원회의 하위 평의회로서 오십인회를 구성하였다. 또한, 이 무렵 텍사스, 캘리포니아, 오리건 등지에 이 교회의 지역 교구가 설립되었다. 예수 그리스도 후기성도 교회의 신도들은 정부의 통제에 우선하여 자신들의 신앙적인 신조에 따라 살고자 하였다. 그들의 생활 방식은 외부에서 보기에 일종의 신정(神政) 민주주의로 비쳐졌다.

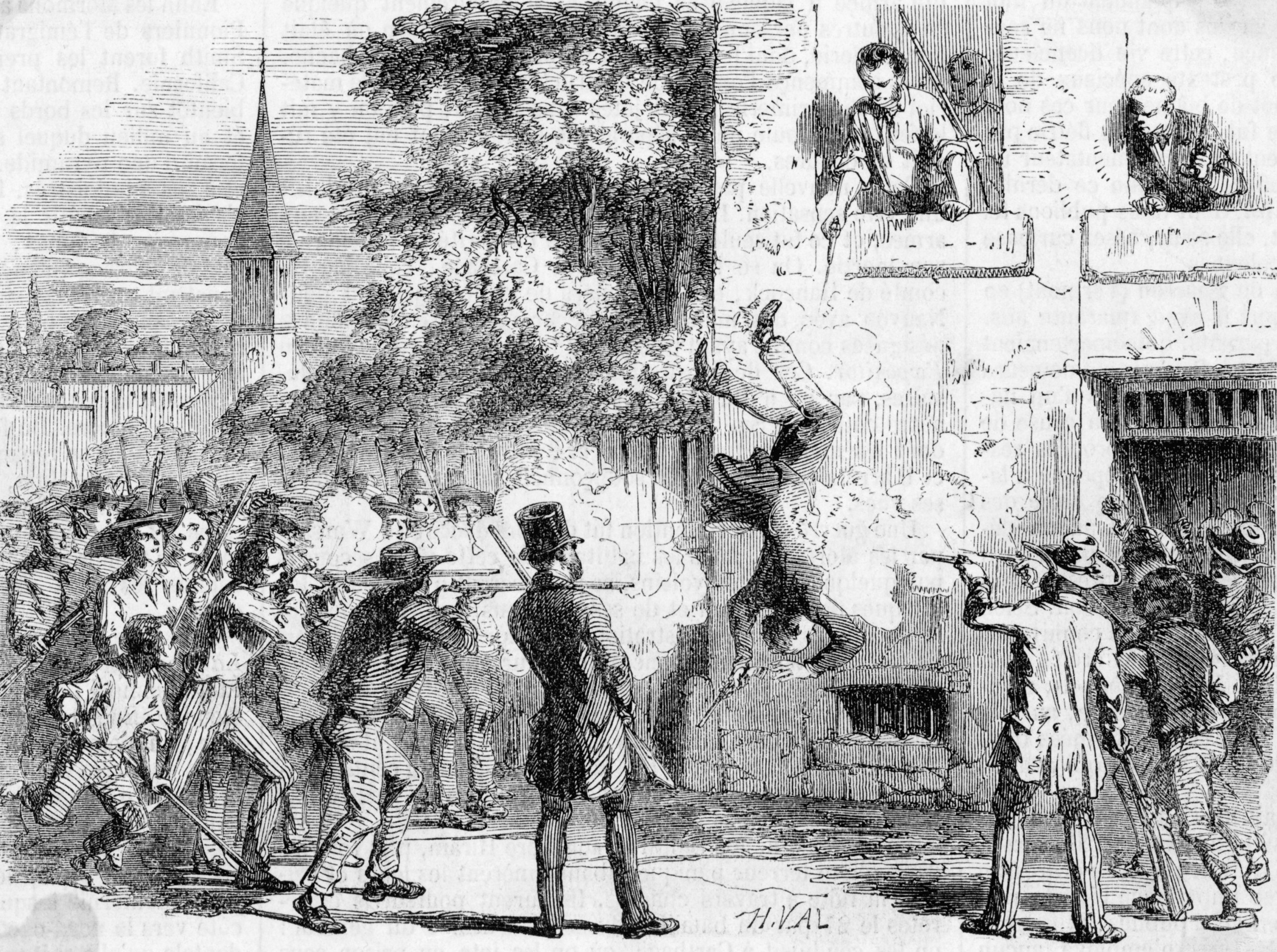
조셉 스미스가 창문 너머 추락하며 총격을 받고 있다.

1844년 6월 7일, 조셉 스미스의 반대자들이 《나부 익스포지터Nauvoo Expositor》를 발행했다. 이 신문은 조셉 스미스가 일부다처제를 시행하며, 심지어 그의 아내 중 몇 명은 이전에 혼인했던 남성과 같이 동거중이라고 적었다. 그 다음날인 6월 8일 토요일과 그 다음주 월요일인 6월 10일, 조셉 스미스는 나부 시의회의 승인을 받고 나부 민병대에게 《나부 익스포지터》의 인쇄기를 철거하라는 명령을 내렸다. 6월 10일 저녁 보안관과 민병대가 이들의 출판물과 인쇄기를 모두 철거하였다. 6월 18일에 스미스는 외부의 공격으로부터 성도들을 보호하기 위해 나부에 계엄령을 선포하고, 약 오천명의 시민군을 소집했다. 이에 일리노이주 주지사 토머스 포드는 조셉 스미스가 군청 소재지인 카테지에서 비몰몬 배심원들로부터 내란죄 혐의로 재판을 받으라 통보했다.
6월 27일 조셉 스미스는 그의 형 하이럼 스미스와 존 테일러, 윌라드 리차즈와 함께 반역죄로 고소를 받고 수감되어 있었다. 그들 일행은 일리노이주 카테지 형무소에서 재판을 기다리며, 몰몬경을 읽으며 간증을 나누고 있는 도중에 얼굴에 검은 칠을 한 약 2백여 명의 무장 폭도들이 들이닥쳐 총으로 조셉 스미스와 하이람 스미스를 살해하였다. 존 테일러는 네 발의 총을 맞았으나 목숨을 구했고, 윌라드 리차즈는 다치지 않았다. 그들 폭도 중 5명의 용의자가 조셉 스미스를 살해한 혐의로 재판을 받았음에도 담당 판사는 무죄로 방면하였다. 조셉 스미스는 나부시에 안장되었다. 조셉 스미스는 일생동안 재판 받거나 투옥 되었다가 풀려난 횟수가 40여회에 이르는데, 후기성도들은 이를 모두 무고한 것으로 본다.
교회의 초대 회장 조셉 스미스의 사망 후 당시 십이사도정원회 회장이던 브리검 영이 임시 총회에서 만장일치로 회원들의 지지를 받고 후계자가 되었다. 한편 이러한 승계 과정의 회의에 참석하지 않은 회원 중에 이에 순응하지 아니하고 교회에서 이탈한 일부 무리들은 다른 지도자를 따라 별도의 소규모 교회를 세우기도 하였으며, 이로 인해 후기성도 교회를 표방하는 여러 소수 종파들이 존재하게 되었다. 이들은 다 합하여도 정통을 이어온 예수 그리스도 후기 성도 교회 회원 수의 1%밖에 안 될 정도로 미미하다. 어떤 이들은 교회와 후기성도 교회를 표방하는 다른 여러 종파를 통틀어 후기성도 운동이라고 하기도 한다.

### 개척기

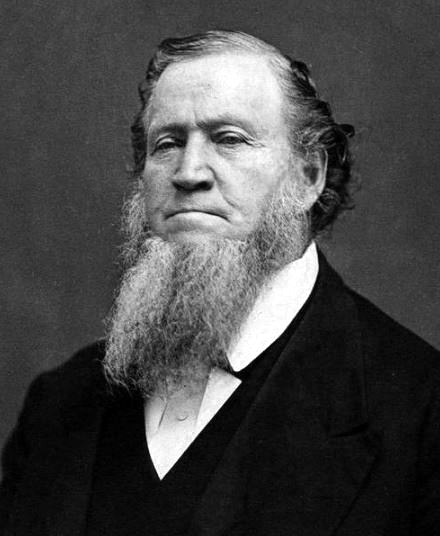
브리검 영

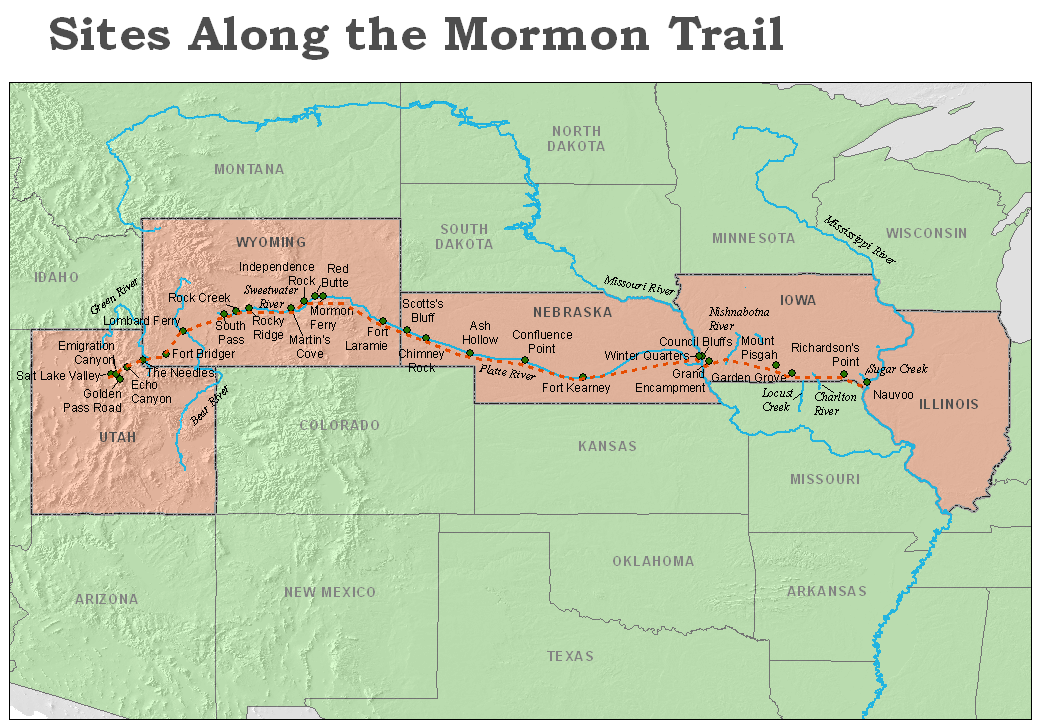
후기성도 개척자의 이동경로
나부 - 솔트레이크

조셉 스미스가 죽은 뒤 2년이 지나 나부에서는 예수 그리스도 후기성도 교회와 다른 주민들 사이에 격한 충돌이 있었다. 전쟁으로 비화되어 큰 희생이 초래되는 것을 막기 위하여 브리검 영은 그를 따르는 대부분의 후기성도들과 함께 개척자가 되어 네브래스카를 거쳐 1847년 당시 멕시코령이었고 사람이 살지 않았던 유타주 솔트레이크시티를 개척하여 이주하였다. 후기성도들은 유타 주를 중심으로 미국 중서부의 넓은 지역을 개척하여 정착하였는데 이 지역을 몰몬 회랑이라고 부른다. 이 시기 후기성도 교회의 신도들은 교구 단위의 자치적인 공동체를 이루어 외부에서 보기에 독자적인 신정정치를 따르고 있었다.
1857년 예수 그리스도 후기성도 교회와 다른 미국인 사이의 긴장이 다시 높아지기 시작하였다. 다른 미국인들은 그 때까지 지속되고 있던 이 교회의 일부다처제와 유타 주를 중심으로 한 초대 주지사 브리검 영의 신정정치를 비판하였다. 1857년에서부터 1858년 사이에 양자간의 무력 충돌이 일어났다. 유타전쟁으로 불리는 이 충돌은 미국 연방의 제임스 뷰캐넌 대통령에 의해 유타 지역 진압을 위해 연방에서 파견된 군대와 브리검 영의 지휘로 계엄령을 선포하며 자위권을 행사하는 몰몬 민병대 사이의 교전으로까지 확대되었으나 결국 평화위원회의 협상을 통해 해결되었다. 당시 뷰캐넌은 포고문을 통해 유타에 연방의 법률 질서 확립을 위해 새로운 주지사를 파견할 것임과 해당 지역의 모든 사람들이 연방의 법을 준수하여야 한다는 것을 명시하였다. 브리검 영은 평화위원회의 제안을 받아들여 연방에서 파견한 알프래드 커밍에게 주지사의 자리를 내주었다. 이러한 충돌 이후에도 유타 주에서 이 교회의 정치적 영향력은 여전히 지속되었다.
1877년 브리검 영이 사망하자 그 뒤를 이어 존 테일러가 새로운 교회 회장이 되었다. 미국의 의회는 여전히 후기성도 교회의 일부다처제를 문제삼았고, 1889년 윌포드 우드럽이 새로운 회장이 될 무렵 미국 연방 정부는 예수 그리스도 후기성도 교회의 모든 재산을 동결하였다. 국법에 순응하라는 교리와 성경 시대와 같은 일부다처제도 허용 교리 가 상충되는 상황이 되어 양자 중 택일해야 하는 요구를 받게 되자 우드럽 회장은 계시를 받아 1890년 선언문을 발표하여 후기성도 교회가 더 이상 일부다처제를 인정하지 않는다는 것을 밝혔다.
이러한 선언으로 교회 내에서는 일부다처제가 중지되었으나, 유타 주에서 교회를 탈퇴하여 개별적으로 일부다처제를 시행하는 자들에게까지 영향을 미치지는 못했다. 이들은 주 경계 지역에서 소규모 단체를 이루어 은둔생활 하고 있는데, 이 예수그리스도후기성도교회와는 아무런 관련이 없다. 당시 유타주는 멕시코 전쟁이후 미국의 관할 아래 있었으나 연방의 정식 주는 아니었기 때문에 연방의 행정력은 제한적이었다. 1896년 유타 주가 정식으로 미국 연방에 포함된 후 몇 해가 지난 1904년 당시 후기성도 교회의 회장이었던 조셉 F. 스미스는 다시 한 번 선언을 통해 이 교회가 일부다처제를 허용하지 않는다는 점을 재차 분명히 하였다. 신도 중에 일부다처제를 시행하거나 옹호하는 자는 파문으로 대응하였고, 이 교회로 개종하려는 이가 일부다처제도의 신봉자면 침례가 허락되지 아니하여 입교할 수 없었으므로 일부다처제를 시행하는 회원은 존재할 수 없게 되어 그 제도는 1890년 이후 교회의 역사 속으로 완전히 사라졌다.

### 현대

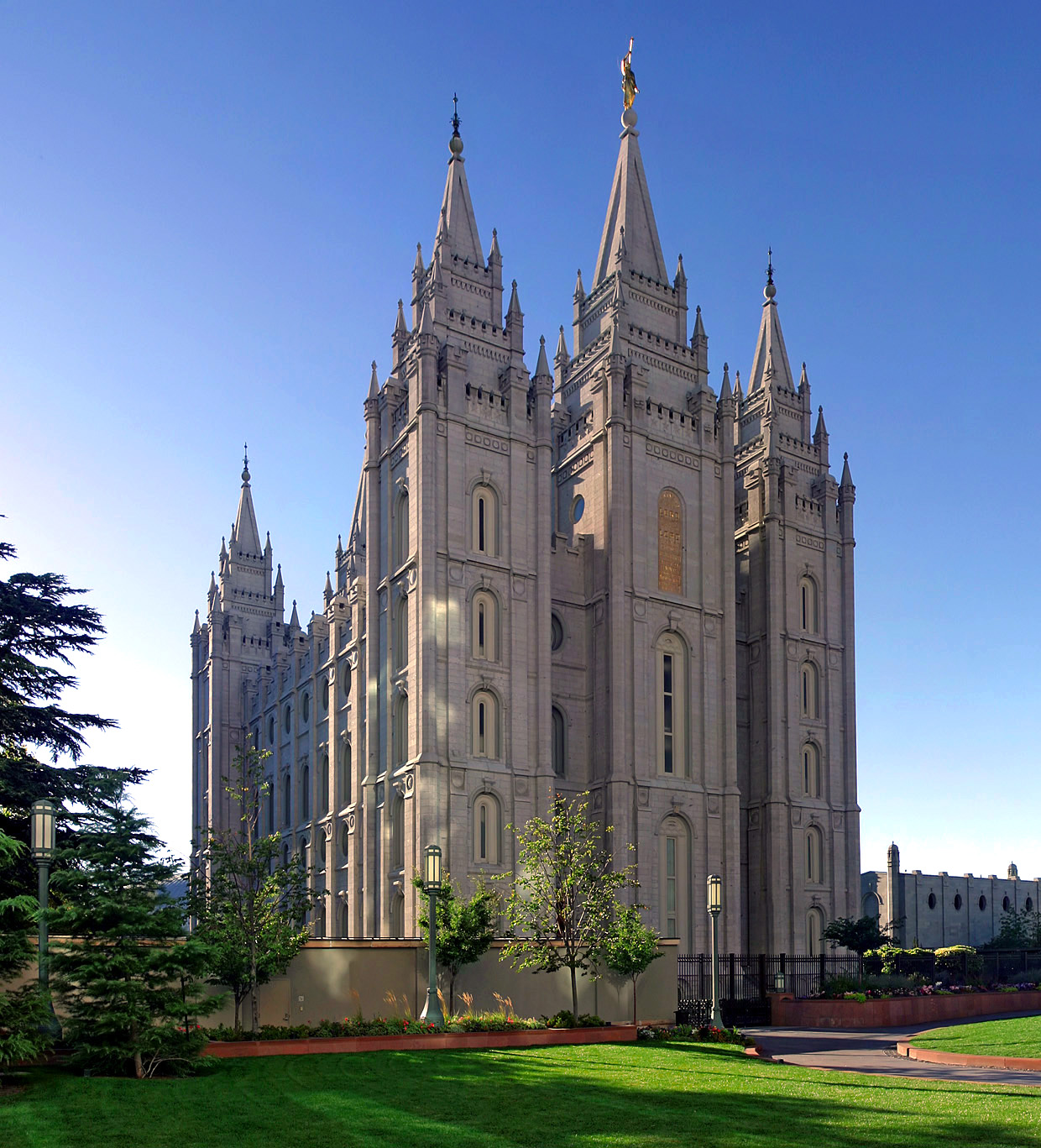
솔트레이크 성전

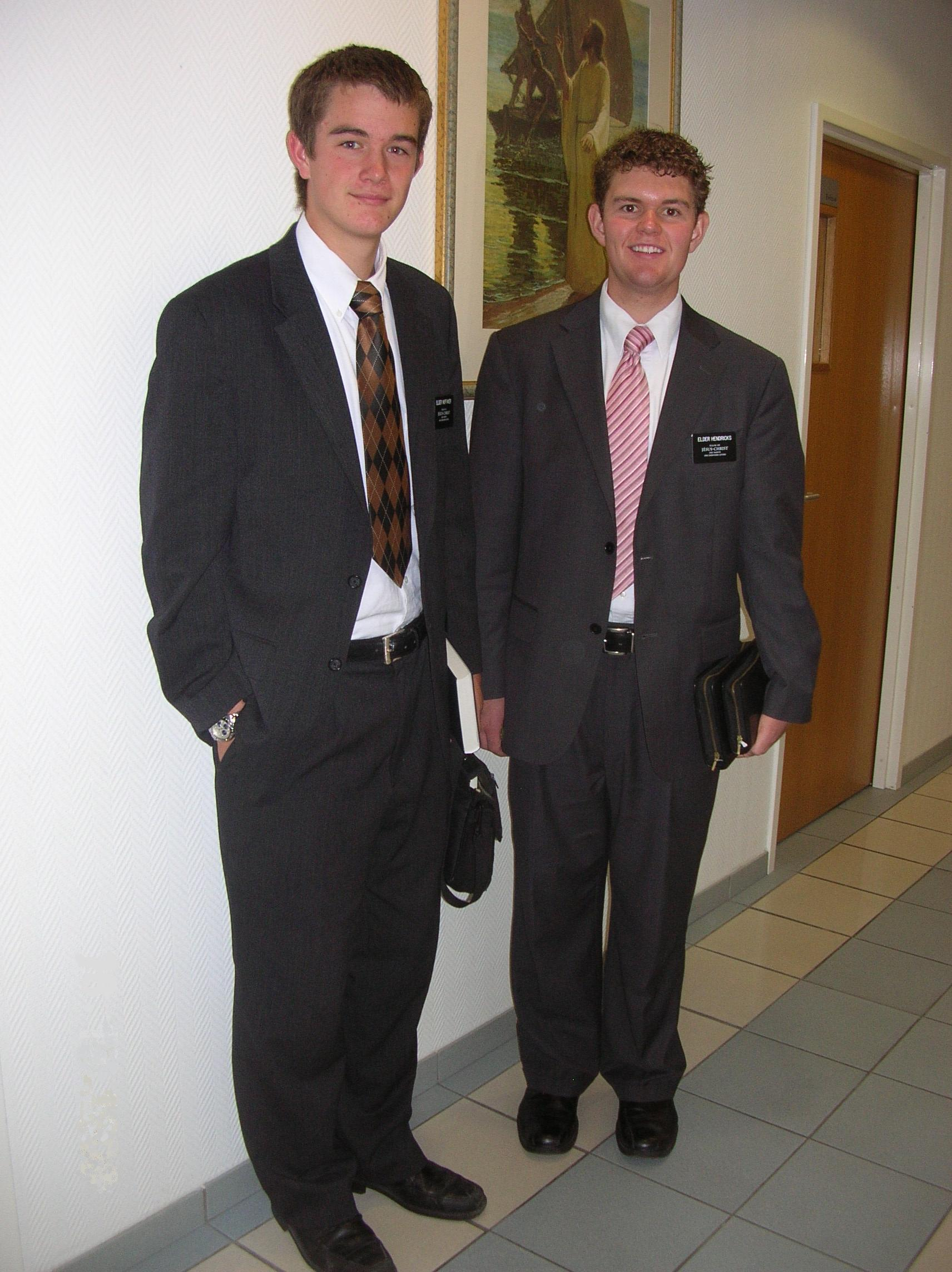
일반적인 포교시 장로들의 모습

20세기에 들어 예수 그리스도 후기성도 교회는 해외 선교를 더욱 활발히 전개하였다. 2015년 기준으로 전임선교사는 약 8만5천명에 달한다. 한편, 교세도 계속하여 신장하여 2009년에는 13,824,854 명이 되었고,  2014년에는 전 세계에 15백만명의 신자가 등록되었다., 후기성도 교회는 정치적인 영향력도 상당하여 유타주와 네바다주에 대륙간 탄도 미사일 LGM-118 피스키퍼가 배치되는 것을 반대하기도 하였고, 1972년 미국 평등권 수정 제안에 대해서도 반대하였다. 또한, 이 교회는 도박과 동성 결혼 도 반대하지만 정당의 지지 여부에 대해서는 중립적인 입장을 유지하고 있다.
현대에 들어 예수 그리스도 후기성도 교회의 눈에 띄는 변화는 1978년 이후로 흑인도 신권 성임이 허용된 데 이어 총관리역원에도 진출하고 있다는 점이다. 흑인의 입교는 항상 허용되었으나 1852년 이후 브리검 영에 의해 이들의 신권 성임은 유보되다가 1978년에 이르러 인정되었다.

### 대한민국
1910년 1월의 당시 6대 교회 회장 조셉 F. 스미스 회장의 지시에 따라 브리검영 대학교 재학 중 선교사로 부름받아 일본에서 선교사 및 선교부 회장으로 임기를 마친 엘마 테일러가 귀국하기 전에 최초로 한국을 방문하였다. 그는 한국에 전임선교사 파견 시기를 결정하기 위한 여건 파악을 위해 부산에 도착하여 서울을 거쳐 중국 단동에 이르기까지 두 달 동안 체류하고 귀국 후 제일회장단에 실정을 보고하였다.
1921년 나중에 9대 교회 회장을 역임한 십이사도정원회의 데이비드 O. 멕케이 장로가 교회 총관리역원으로서는 최초로 한국을 방문하였다.
1945년 10월 26일 미군정 시에 미군으로서 인천항에 도착한 루스 로빈슨(Ruth Robinson) 하사가 후기성도군인으로 복무하면서 선교 활동을 수행하였다. 한국 전쟁을 계기로 미군의 일원으로 후기성도들이 본격적으로 한국에 유입되었다. 지금의 교회 회장으로서 선지자로 지지받는 러셀. M. 넬슨 회장도 이동병원 군의관으로 한국전쟁에 참전한 바 있다.
한국전쟁 중 1951년 5월의 가평 전투를 두고 '기적의 가평 전투'라 하며 주목한다. 유타주 방위군 소속 제213야전포병대대의 600명 중 본부포대와 A포대의 240명의 대원들이 1951년 5월 26일과 27일 사이 야간에 공격해 온 중공군 4000명을 백병전으로 물리쳤으며, 전투 결과 중공군 350명 전사, 831명 투항의 전과를 거두었다. 이 때 미군은 부상자들은 있어도 전사자는 나오지 않았다. 이러한 기적의 전과의 주인공으로서 독실한 교인인 프랭크 댈리 대대장을 비롯하여 이 대대 장병 600명 전원이 후기성도들이었다. 프랭크 댈리는 이 때 하나님의 권능이 임하는 것을 느꼈다고 후일 라디오 인터뷰에서 밝혔다.
1951년 7월 29일 미국 코넬 대학교에서 유학 중에 침례받은 김호직(金浩稙) 박사는 공식적인 한국인 최초의 후기성도이다. 한국전쟁으로 참전한 군인들의 선교활동에 힘입어 부산 지역을 중심으로 한국인 성도가 늘어나기 시작하였다. 이런 가운데 그는 부산에서 미군 성도들과 함께 가족을 대리고 예배에 참석하였다. 그는 미국 유학 가기 전에 숙명여전 교수를 역임하였고 장로교의 장로로서 참된 진리를 갈망하고 있었는데, 유학 중의 룸 메이트였던 젊은 동료의 훌륭한 모범을 보고 그의 종교를 소개받아 몰몬경 등을 읽고 이 교회의 교리를 받아들였다고 한다. 그는 귀국한 후 초대 정부의 문교부차관과 서울시교육위원장, 건국대학교 축산대학장, 부경대학교 전신인 수산대학교 학장 등을 역임하면서 교회 발전에 기여하였다.
1956년 4월 20일 공식적으로 대한민국에 최초의 전임선교사가 파견되었고, 1956년 6월 3일 한국지방부 서울지부가 조직되었으며, 초대 한국지방부 회장을 역임한 김호직 박사는 한국에서의 교회의 재단법인 설립을 주도하였다.
1973년 3월 8일 예수 그리스도 후기성도 교회의 아시아 첫 번 교구로서 서울 스테이크가 조직되었다. 현재 대한민국에는 17개의 스테이크와 4개의 선교부 및 6개의 지방부 및 단위교회로서 150여개의 와드와 지부가 있다. 서울 서대문구 창천동에 서울성전이 있다. 최초의 한국인 선교사는 이영범 장로였으며,
한국인 지도자로서 최초로 총관리 역원(칠십인 제2정원회, 임기 5년, 그 이후 명예직으로 봉사)으로 봉사한 이는 몰몬경 첫 한국판 번역에 기여한 한인상 장로였다. 그 다음으로 칠십인 제2정원회 고원용 장로(2025년 1월 27일 별세)가 봉사하였다. 현재는 칠십인 제2정원회는 칠십인정원회(임기 70세, 그 후 명예직으로 봉사)로 통합되어 있다. 한국인 총관리역원인 칠십인정원회 회원으로서 2009년부터 최윤환 장로가 봉사하고 있는데, 그는 현재 84만명의 성도를 가진 필리핀 지역 회장단의 회장으로 봉사하고 있고, 2024년 4월 부터 김현수 장로가 한국인으로서는 두 번째 현임 칠십인정원회 회원으로 부름받았다. 또한 북아시아 지역의 지역칠십인 정원회에는 오희근 장로, 배덕수 장로, 김창호 장로, 정태걸 장로, 구승훈 장로, 배동철 장로, 김현수 장로, 권영준 장로가 봉사해 왔으며, 현재는 정동환 장로와 2024년에 임명된 이우철 장로, 박경렬 장로가 봉사 중이다.

## 신학
예수 그리스도 후기성도 교회는 자신들이 태동시부터 역사적으로 하나님의 계시와 천사들의 성역을 통해 기적으로 회복되고 인도되어 온 종교라고 믿고 있다. 기독교 가운데 독특한 신학과 교리를 갖고 있다.

### 신성

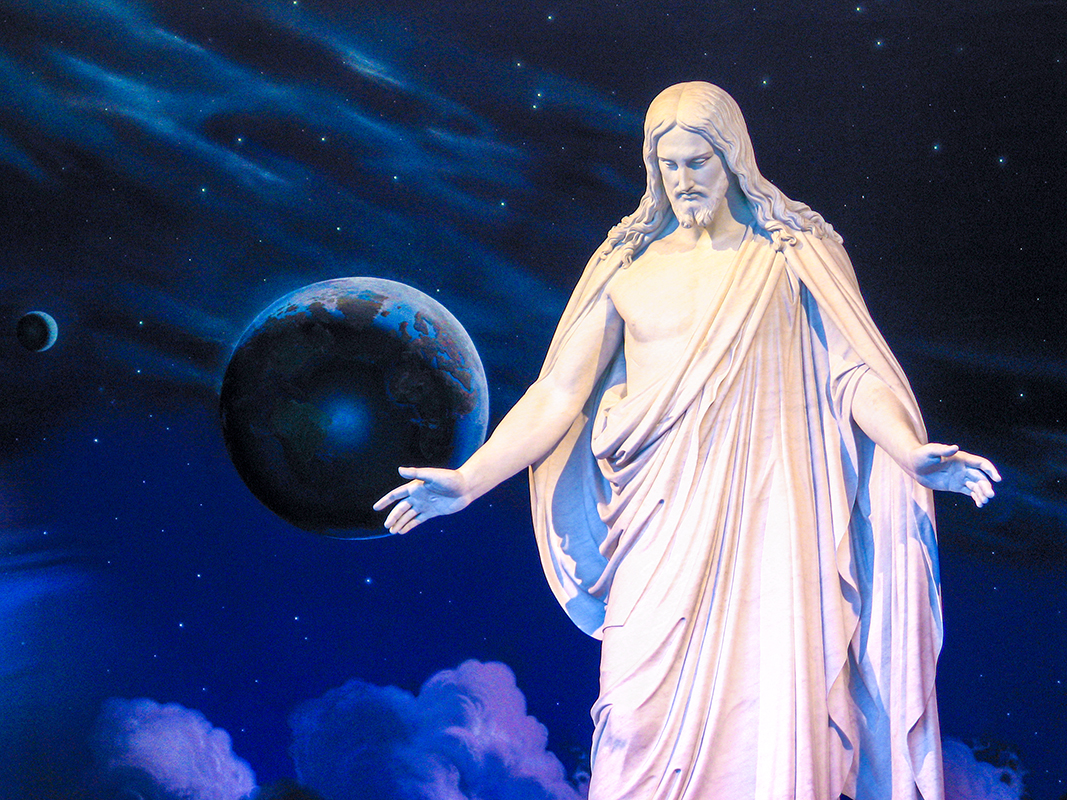
후기 성도들은 예수 그리스도의 부활을 믿으며, 이는 솔트레이크시티 템플 스퀘어 북방 방문자 센터에 있는 베르텔 토르발센의 그리스도상 복제물로 표현되어 있다.

이들은 하나님 아버지와 그의 아들 예수 그리스도, 성신(성령)이 각각 독립된 세 인격으로 구성되어 있으나, 목적이나 의지의 통일성을 공유하는 신회(Godhead)라고 믿는다. 이들은 서로 독립된 존재로 간주되어, 삼위일체의 세 인격이 하나의 본질로 존재한다고 보는 주류 기독교의 관점과는 대조적이다. 후기 성도들의 신격 개념은 현대 기독교 신학에서 사회적 삼위일체론으로 불리는 개념과 유사하다. 사도신경, 니케아 신경의 성 삼위의 본질이 하나라는 삼위일체론과 미묘한 차이가 있는 삼위일체론을 가진다. 성부 하나님, 성자 하나님, 성신 하나님은 개체로 존재하시지만 뜻과 목적에 있어 온전히 일치하시기 때문에 한 하나님이라고 선언한다. 이 교회에 따르면 첫 번째 시현의 계시에서부터 성부와 성자가 구분된 존재임이 명확히 나타난 것이라고 한다. 양태론적 삼위일체론이 아닌 종속주의 삼위일체론과 별 다름 없는 믿음을 가진다.
이 교회의 삼위일체론을 정리하자면, 성부와 성자가 부활체로서 살과 뼈로 된 신령한 형체를 지니고 있으며, 성신은 살과 뼈의 몸체를 지니지 않은 영의 실체로서 인격체라고 믿는다. 따라서, 이 세 존재는 인류 구원의 목적과 완전한 통일성과 조화로움에 있어서 단일하여 "한 하나님"으로 경전에서 칭해지며, 또한 그러한 연유로 "우리" 또는 "하나님들"이라는 복수로서의 표현이 구약에서 나타난 것이라 한다. 이러한 믿음에 따라 이 교회에서는 한 몸이란 뜻의 삼위일체라는 용어를 사용하지 않으며, 대신 영원한 한 하나님이라고 표현하거나 신회라는 용어를 사용한다. 또한 교회는 하나님 아버지와 그의 아들 예수 그리스도가 살과 뼈의 몸을 가진 독립된 존재라고 믿으며, 성신은 이러한 신체를 지니지 않았다고 본다.
교회 지도자들의 언급에 따르면, 하나님 아버지는 온 인류의 가족의 머리로 있으며, 인류의 영혼을 잉태한 하나님 어머니와 결혼한 상태로 묘사한다. 그러나 교회 지도자들은 하나님 어머니에게 기도하는 것을 금지하고, 구체적인 상황에 대해서 추측을 피할 것을 권고하였다.

### 예수 그리스도
후기 성도들은 예수 그리스도를 하나님의 실제 아들이자 메시아로 믿으며, 그의 십자가 처형을 죄의 희생제사로 여기고, 이후의 부활을 모두 믿는다.:171–172 그러나 후기 성도들은 삼위일체에 대한 보편 신조(ecumenical creeds)를 따르지는 않는다. 예수는 또한 이 세상에 사는 모든 사람의 맏형으로 여겨진다.:155 교회는 예수가 대속 희생을 이루었다고 가르치는데, 다른 기독교 교파와는 달리 이 대속이 겟세마네 동산에서부터 시작되어 십자가 처형까지 이어졌다고 본다 (전통적인 기독교에서는 십자가 처형이 대속의 전부로 간주된다).:178, 291 또한 교회는 예수가 죽음 이후 영혼의 세계에서 죽은 자들의 영혼을 포함한 다른 민족들에게 나타났으며,:211 아메리카 원주민에게도 나타났다고 가르친다.
이 교회는 예수가 인간의 죄를 대신하여 속죄하고 죽었다가 장사된 지 3일만에 부활함으로써 믿는 사람들만이 아니라 모든 사람들의 부활을 가능하게 했다고 하며, 죽은 사람들은 최후의 심판 때에 육체를 가진 완전한 사람으로 다시 부활하여 지상에서 사는 동안의 소망과 믿음과 행동의 결과에 따라 심판을 받아 각각 자신에게 맞는 영원한 영광의 왕국을 기업으로 받게 된다고 한다.
또한 예수가 교회의 진정한 창시자이자 지도자라고 가르친다. 이때, 1830년 조셉 스미스에 의해 설립된 교회는 예수와 사도들이 세운 초기 교회가 회복된 것으로 본다.:37 마찬가지로 지금 이 시대에도 예수가 사도와 선지자, 특히 이 교회의 회장을 통해 교회를 이끌고 있다고 가르친다.:38

#### 니케아 기독교와의 비교
후기성도교회는 기독교의 다른 분파들과 성경에 대한 믿음, 예수의 신성, 그의 속죄와 부활, 사도적 계승의 형태와 같은 여러 가르침을 공유한다.
그럼에도 불구하고, 후기성도 교회는 현대 기독교의 여러 면에서 다르다. 이 차이점에는 하나님의 본질에 대한 견해 차이, 인간 구원론의 세 하늘에 대한 믿음, 인간이 사후에 신이 될 수 있다는 승영의 교리, 계속되는 계시와 열린 경전 정경, 성전에서 비공개로 이루어지는 의식(죽은 자를 위한 침례와 인봉 의식 등)이 포함된다. 여러 주요 기독교 교단은 예수그리스도후기성도교회를 교리적으로  다른 위치에 있다고 본다. 그러나 교회 구성원들은 스스로를 기독교인으로 생각하고 있다.
후기성도교회는 다른 현대 기독교 교파들을 대배도로 인해 참된 기독교에서 이탈된 것으로 보고 있으며, 자신들을 1세기 기독교의 회복이자 유일한 정통적인 기독교 교회로 여긴다. 교회 지도자들은 이 교회가 유일한 참된 교회이며, 다른 교회들은 예수의 이름으로 행동할 권위를 가지고 있지 않다고 주장한다.

### 인간론
예수 그리스도 후기성도 교회는 인생의 목적에 대해 "나는 어디에서 왔는가?", "나는 왜 이곳에 살고 있는가?", "나는 어디로 가는가?"라는 질문에 대한 답을 명확히 제시한다. 이 교회의 설명에 따르면 인간의 영은 영원한 속성을 가지고 있으며, 네 가지 단계와 형태의 삶으로 구성된다고 한다. 첫째, 이 지상에 태어나기 이전부터 하나님의 자녀로서 영의 실체로 존재하였고 둘째, 이 생에서 영이 육신을 입은 상태로 살며, 셋째, 이 생을 마치고 죽으면 육과 영이 분리되어 육은 땅으로 돌아가되 영은 영의 세계에서 부활 때까지 살고, 넷째, 그리스도의 재림 이후 최후의 심판 때는 부활하여 영과 육이 결합된 영원한 부활체로 산다.
하나님의 구원의 계획에 의해 인간의 영은 선택의지를 가진 존재로서 경험을 통해 진보하기 위해 육체를 가지게 되었으며, 최초로 창조된 인간인 아담과 이브의 타락으로 인해 인류는 죄와 죽음을 경험하게 되었는데, 이는 하나님의 구원의 계획의 일부로서 지상에서 시험받고 영원한 진보에 이르기 위한 과정이라고 믿는다. 또한 아담의 원죄가 인류에게 유전되어 모두 형벌 받는다는 전통 기독교의 교리를 믿지 않고, 아담의 원죄는 그리스도의 대속으로 사함 받았으며, 인류는 오직 자신의 죄에 대해서만 책임지게 된다고 믿는다.
또한 최후의 심판 이전까지는 죽음을 통해 사람들이 육신을 벗어난 영의 존재로서 생전의 형체와 의식과 성품을 그대로 가진 채 영의 세계에서 생활한다고 한다. 이는 전통적인 기독교, 특히 개신교에서 강조하는 "믿음 천국, 불신 지옥"이라는 구호와 같이 믿기만 하면 무조건 천국에 가고, 믿지 않기만 하면 누구든 무조건 지옥 간다고 하는 믿음과는 다르다. 즉, 어느 종교의 신앙이든 막론하고, 겸손하고 양심적이며 도덕적인 삶을 산 선한 사람들은 그리스도의 빛으로 인도 받은 바, 영의 세계 중 낙원(또는 천국이라고도 함)이라는 곳에서 살게 되고, 교만하고 이기적이며 위선적이고 부도덕한 삶을 산 악한 사람들은 영의 세계 중 영옥(또는 지옥이라고도 함)에서 마지막 심판 때까지 생활한다는 것이다. 한편, 이 교회는 예수가 재림하여 지상에 천년왕국을 건설할 것이란 것과 그 천년왕국의 중심인 시온이 아메리카 대륙 내에 세워지게 될 것이라고 믿는다.
복음의 원리와 의식은 해의 왕국에 해당되는 것이라 하며, 복음을 모르고 죽은 조상들을 위해 신약시대에 행한 것처럼(고전15:29, 베전4:6) 성전에서 신권 소유자에 의해 대리 침례 의식 등을 행한다. 이러한 의식을 행한다고 해서 그 명단이 교회 회원 명부에 포함되지는 않는다. 다만, 죽은 조상들이 영의 세계에서 복음을 받아 들이고 회개하면 지상의 성전에서 신권의 권능으로 행한 대리 구원 의식이 그들에게 유효하게 된다고 가르친다.

### 경전

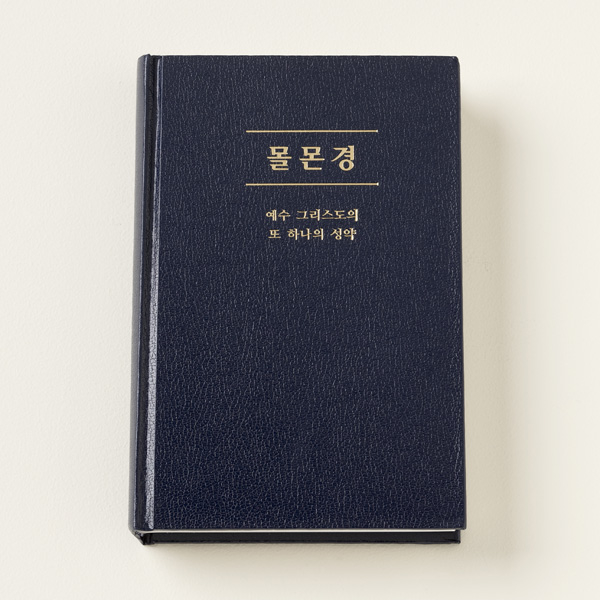
몰몬경

예수 그리스도 후기성도 교회는 《성경》, 《몰몬경》, 《교리와 성약》, 《값진 진주》의 네 종류 경전을 사용한다. 이를 표준 경전이라고 하며, 이는 교회의 공식 교리의 원전이고, 주일학교에서 가르치고 배우는 교재이다. 이 가운데 《몰몬경(부제: 예수 그리스도의 또 하나의 성약)》은 조셉 스미스가 천사의 인도에 따라 발견하였다는 것으로, 그 기록 내용에 의하면 기원전 600년 경 고대 이스라엘의 한 무리가 아메리카로 이주하여 두 큰 민족으로 고대 선지자 몰몬이 기원후 421년 경 이를 요약 정리하여 금판에 기록하였고, 그의 아들 모로나이가 마지막을 기록하고 땅 속에 인봉하였던 것이라고 한다.
몰몬경은 부분 번역 25개국어를 포함하여 전 세계 107여개 국어로 번역되어 매년 500만권씩 보급되며 누적 판매 수는 출판된지 181년째인 2011년 5월 현재 1억5천만권을 넘어섰다. 이 교회에서는 몰몬경의 금판 원본목격자로서 세 증인의 증언이 있고, 여덟 증인의 증언 및 조셉 스미스의 증언 이 있는데, 그들 중 조셉 스미스와 하이람 스미스는 이 증언을 위해 목숨을 바친 순교자가 되었으며, 증인 중 일부는 비록 교회에서 파문되었다 하더라도 생애동안 그 증언을 굳건하게 지켰다는 사실을 강조한다.
그 중에 《세 증인의 증언》은 몰몬경의 원판 목격뿐 아니라, 조셉 스미스에게 몰몬경 원판을 넘겨주어 번역하게 했던 그 천사의 나타남을 목격한 부분과 이를 증언하라는 주 예수 그리스도의 음성을 직접 들은 부분을 포함하고 있다.
이 세 증인은 각기 다른 시기에 교회에서 파문되었는데, 그 중 올리버 카우드리와 마틴 해리스는 나중에 각각 회개하고 다시 돌아와 재침례 받아 회원의 신분으로 살다가 일생을 마쳤고, 데이비드 휘트머는 파문된 후 돌아오지 않은 채 생을 마쳤다. 따라서 감정적으로는 그 증언을 번복할 기회가 충분히 많았을 뿐 아니라,  이를 부인하도록 적대자들의 심한 유혹과 압력을 받았음에도 이에 굴하지 아니하고, 이 생애를 마칠 때까지 자신의 증언을 굳건히 지켰다는 사실이 주목되는 부분이다. 또한 여덟명의 증인의 증언자도 이와 같이 일생 동안 자신의 증언을 굳게 지켰다.
이 교회의 회장은 살아있는 선지자로 여겨지며 《교리와 성약》은 이들이 받은 계시의 기록이며 영감적인 기도문 또는 서간문과 선언문 등이 포함되어 있다. 《값진 진주》는 조셉 스미스의 기록으로 조셉 스미스의 역사, 고대 이집트의 무덤에서 나온 미이라와 함께 보관되던 파피루스를 입수하여 그 기록에서 번역하였다고 하는 아브라함 서, 계시로 받은 창세기의 원본 격이라고 설명되는 모세서 등이 수록되어 있다.

### 신권
예수 그리스도 후기 성도 교회에서 매우 중시하는 교리로서 신권(priesthood)의 교리가 있다. 신권이란 지상에서 인간의 구원을 위해 하나님의 사업을 수행할 수 있도록 지상의 평범하고 합당한 남성에게 위임된 권능이다. 권능이 없으면 어떤 의식도 참된 효력이 발휘될 수 없다. 신권을 얻는 방식은 신앙개조 제 5항에 선언되어 있다. 즉, "우리는 사람이 복음을 전파하고 그 의식을 집행하기 위해서는 예언에 의하여 또 권세 있는 자에 의한 안수로써 하나님으로부터 부름 받아야 함을 믿는다."라고 밝히고 있다.
예수 그리스도 후기 성도 교회는 역사적 계승이나 경전 해석으로 신학적 훈련을 통해 그들의 권세를 얻었다고 주장하는 여타 일반적인 기독교회와는 그 역사와 정체성 면에서 분명히 구별되는 기독교임을 천명한다.
예수 그리스도 후기성도 교회의 경전 기록에 의하면 조셉 스미스에게 하나님 아버지와 예수 그리스도의 시현이 있었고, 그리고 조셉 스미스와 올리버 카우드리는 1829년 5월 15일 하늘에서 방문한 사자인 영화롭게 부활한 몸의 침례 요한에 의해 소신권으로서 침례를 베풀 수 있는 아론 신권이 부여되어 지상에 회복되었고, 그 달 말 경 베드로, 야고보, 사도 요한에 의해 대신권으로서 교회의 모든 영적인 의식을 수행하는 멜기세댁 신권과 신권의 열쇠를 직접 부여받았다고 하는 교회 역사가 있다. 이 교회에 따르면 이로 인해 초대 기독교의 신권이 회복되었다고 하며, 이 신권은 하나님의 복음 의식을 이 지상에서 그리스도를 대신하여 행할 수 있는 권능이라고 한다. 12세 이상의 충실한 남성 신도에게 이러한 신권을 부여한다.
신권은 아론 신권은 집사, 교사, 제사, 감독이 있고, 멜기세댁 신권은, 장로, 대제사, 칠십인, 사도가 있으며 각각의 정원회를 구성하여 운영한다.

### 의식
예수 그리스도 후기성도 교회는 그리스도의 속죄를 통하여, 온 인류가 복음의 법과 의식에 순종함으로써 구원받을 수 있음을 믿는다. 또한 복음의 첫째 되는 원리와 의식은 첫째 주 예수 그리스도를 믿는 신앙, 둘째 회개, 셋째 죄 사함을 위한 침수로써의 침례, 넷째 성신의 은사를 위한 안수례임을 믿는다. 즉, 구원의 원리는 신앙과 회개이며, 지켜야 하는 의식의 첫 번째는 합당한 신권의 권능을 지닌 이로부터 승인과 절차에 따라 신앙 고백 이후 침수로서의 침례를 받는 것이며, 그 다음 확인 절차로서 성신의 안수례를 행한다. 그 외에 매주 행하는 성찬 의식, 자신과 조상의 영원한 구원을 위한 성전 의식, 유아에게 이름을 명명하고 축복을 주는 유아축복, 병자 축복, 가장의 축복 등의 의식이 있다.

## 조직

### 명칭의 변화

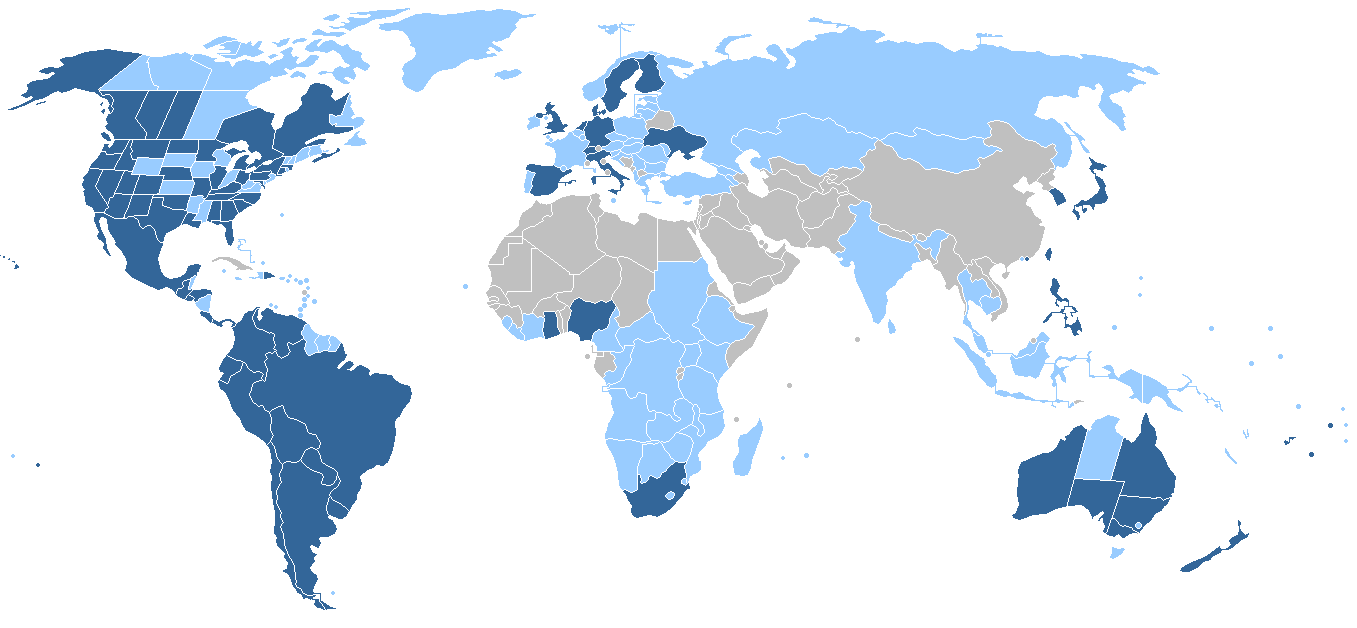
2007년 예수 그리스도 후기성도 교회 현황
성전이 세워진 지역
성전은 없으나 모임과 선교사가 있는 지역
공식적인 신도가 없는 지역

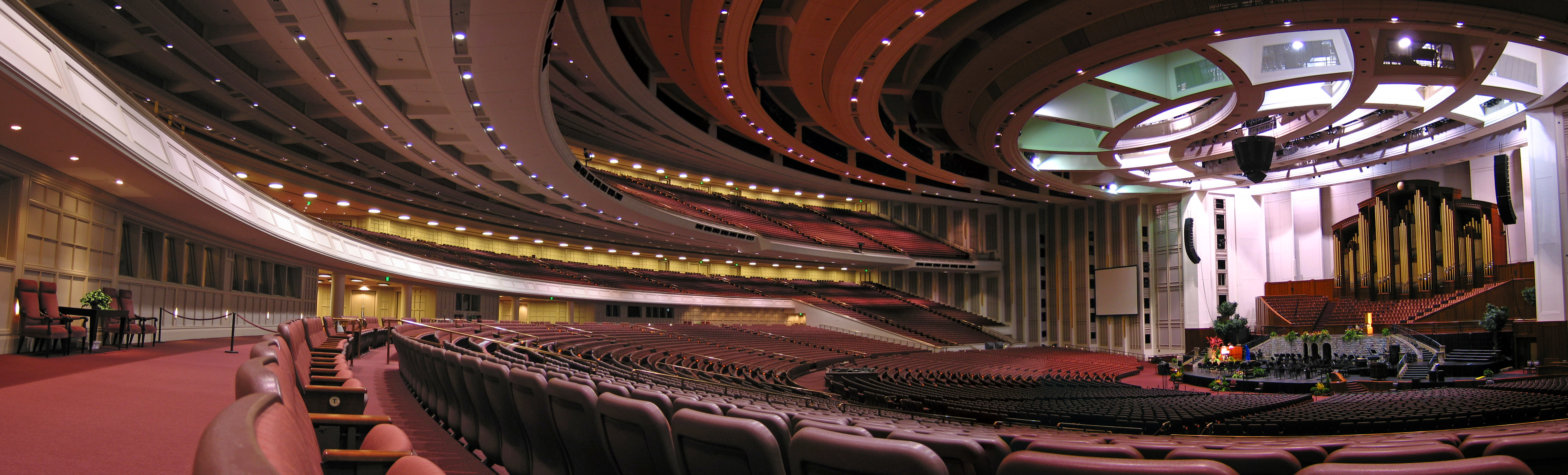
교회 본부의 컨퍼런스 홀

예수 그리스도 후기성도 교회는 1830년 조셉 스미스에 의해 창립되어 "그리스도 교회"(the Church of Christ)로 공식 등록하였으며, 1830년대 초에는 "예수 그리스도 교회"(the Church of Jesus Christ), "하나님의 교회"(the Church of God) 등의 명칭도 사용하였다. 1834년 명칭을 "후기성도 교회"(the Church of Latter Saints)로도 사용하였다. 최종적으로 1838년 다른 교회와 구별하기 위한 공식 명칭으로 계시 받은 바에 의해 "예수 그리스도 후기성도 교회"(the Church of Jesus Christ of Latter Saints)로 정해졌다. 조셉 스미스가 사망하고 브리검 영이 후기성도 대다수를 솔트레이크 시로 인도하여 이주한 후 이 교회는 후기성도에 대한 표현을 Latter-day로 고쳐 등록하였다. 1887년 미국 의회는 이 교회의 일부다처제를 이유로 에드먼즈-터커 법을 입법하여 이 교회의 법적 해산을 명령을 한 어려운 시기도 있었으나, 이 교회는 공식적인 이름을 "예수 그리스도 후기성도 교회"(the Church of Jesus Christ of Latter-day Saints)로 유지한 채 활동하여 오고 있다. 한편 이 교회는 1890년의 일부다처제 금지 선언과 1904년에 있었던 이의 확인 선언을 통하여 더 이상 일부다처제를 인정하지 않는다는 점을 분명히 밝히고 있으며, 에드먼드-터커 법은 1978년 폐지되었다. 
예수 그리스도 후기성도 교회의 최상위 조직은 1명의 회장과 2명의 보좌로 이루어진 제일회장단이다. 2019년 기준으로 이 교회의 회장은 저명한 심장의 출신인 러셀 엠 넬슨이 역임하고 있다. 제일회장단 밑으로 12명으로 구성된 십이사도정원회가 있다. 이들은 예수 그리스도에 대한 특별한 증인이다. 십이사도회를 돕는 칠십인정원회가 있다. 이 교회의 회장이 사망하면 제일회장단은 자동으로 해산되고, 선임 십이사도인 십이사도정원회 회장이 교회 회장으로 선임되며 그가 십이사도 중에 보좌 두 명을 선정하여 지지받고 성별됨으로써 제일회장단이 다시 조직된다. 그러므로 교회 조직에서 명예나 직분을 얻기 위해서나 승계를 위해 투표를 하거나 선거운동과 같은 정치행위가 교회 내에 일절 존재하지 않는다. 제일회장단과 십이사도 정원회 회장은 회장으로 호칭되고, 다른 십이사도들과 칠십인들은 장로라고 부른다.
이 교회는 가정을 교회의 기초 단위로 여기며, 200명~400명 정도 단위의 모임을 단위 교회로 활동하는데 이를 와드라고 부른다. 여러 와드를 묶어 교구를 이루며 이를 스테이크라고 부른다. 스테이크는 3명의 스테이크 회장단과 이들을 돕는 12명의 고등평의원으로 구성된다. 또한, 일정 지역 단위로 스테이크를 관리하는 주로 칠십인정원회 일원들로 구성된 3명의 지역회장단이 있다. 대한민국은 일본과 몽골, 서태평양 제도를 아우르는 북아시아 지역으로 구성되어 있고 현재 지역회장단 사무실은 동경에 두고 있으며, 한국지역 관리본부는 서울 중구 신당동에 있다가 2020년에 이전하여 서울 서초구 법원로에 소재한 교회 건물인 정곡빌딩에 자리하고 있다.

## 구조
후기성도 교회의 운영 방식은 각 평신도인 회원이 단위 교회 내에서 부름받은 감독, 장로정원회 회장, 상호부조회 회장 등의 역할을 일정 기간 맡고, 일반 교회와 달리 주일 예배에도 회원들이 순서를 정해서 간증과 말씀을 나누는 평신도 교회의 성격을 띈다. 교회의 조직과 운영에 있어서는 선지자를 중심으로 12 사도, 칠십인으로 이어지는 위계질서가 존재하는 중앙 관리체계이다. 각 단위 교회는 원리상 급여를 받는 직업 성직자를 두지 않고 있으며, 자기 직업을 가진 평신도들에 의해 운영된다. 12세 이상의 남성 신도는 신권을 받아 교회에서 봉사하고 부름받아 해당 조직을 인도할 수 있다. 교회 전체를 지도하는 정원회는 교회 회장과 두 명의 보좌로 구성된 제일회장단이며 교회 회장은 이 교회의 선지자로 지지받는다. 제일회장단(3인)을 보좌하는 조직은 십이사도 정원회로 12명의 예수 그리스도에 대한 특별한 증인들로 구성되어 있다. 또한 십이사도정원회를 돕는 칠십인정원회는 제1부터 제7 칠십인정원회가 있는데 그 중 제1,제2 칠십인정원회 및 재정을 관할하는 감리감독단(3명)은 전임으로 봉사한다. 이들(2014년 기준 총102명)을 총관리역원이라 한다. 이들에 대해서도 교회의 십일조에서 급여가 지급되지 않으며, 교회에서 운영하는 기관에서 각자의 형편에 따라 생활 지원비가 지원된다. 그리고 칠십인정원회를 돕는 지역칠십인들은 직업을 가진 평신도들이다. 2019년 기준으로 교회 회장은 심장 전문의 출신인 러셀 M. 넬슨이다.

## 문화와 교육

### 가정
예수 그리스도 후기성도 교회는 1995년 《가족: 세상에 전하는 선언문》을 발표하여 가정을 중시하고 있다는 것을 거듭 밝혔다. 이 선언문에 따르면 결혼은 생명을 창조하는 성스러운 행위이며, 남자와 여자는 역할은 다르나 아이를 양육하는데 동등한 지위를 갖는다. 또한, 순결과 양육의 중요성을 강조한다.
가정은 사회와 국가의 가장 중요한 기본으로 여기며, "가정에서의 실패는 이 세상 어떠한 성공으로도 보상받지 못한다"고 강조한 제9대의 교회 회장 데이비드 O. 맥케이의 가르침이 있다. "가정은 지상의 천국"이라는 모토를 내 세우며 가정 중심의 신앙생활을 추구한다.

### 침례와 개종
이 교회에서 침례 받아 회원인 후기성도가 되기 위해서는 우선 하나님과 구세주 예수 그리스도를 믿는 신앙을 가져야 된다. 그리고 선교사와 복음 토론을 하는 동안 죄를 인식하고 회개하여 고백하고 버려야 하며, 술, 담배, 커피, 홍차를 금하고, 그리스도의 계명을 지키며, 정직하고 순결하고 깨끗하게 살 것이 요구된다. 후기성도가 된 후에도 인간적인 약점이나 실수로 죄를 짓게 되면 회개로서 깨끗하게 될 것을 요구 받는다. 일반적인 죄는 하나님께 기도로 개인적으로 고백하여 버리며, 순결의 법을 어긴 등의 중죄의 경우에는 하나님께 고백할 뿐만 아니라 인비사항으로 보호되는 가운데 교회를 대표하는 감독에게 그리고 장로인 경우에는 감독과 스테이크 회장에게 고백하고 회개해야 한다. 회개의 절차로서 정도에 따라 근신, 직책의 해임, 성찬금지, 회원자격정지, 파문 등의 처분이 주어질 수 있으며, 범법한 회원의 경우 대부분 이러한 선도조치를 감수하고 회개하며 일정 시간이 지나면 다시 정결해 짐을 얻을 수 있다. 행함을 수반하는 신앙의 특징은 죄를 회개하여 버리고 자유롭고 행복한 삶을 영위하는 데 있다. 이 교회의 신앙은 입으로 시인하고 믿기만 하면 의롭게 되고 구원받는다는 것이 아니라, 믿음과 더불어 행동하는 순결한 생활에서 구원에 이르는 의로움을 얻게 되며, 의롭게 되면 순결한 생활이 이루어진다고 믿는다. 이 교회의 직전 회장의었던 토머스 S. 몬슨 회장은 의로움에 대한 선택 가능 영역으로서 간단한 하나의 공식을 제시하였는데, 잘못을 행하면 의로워질 수 없고, 의를 행하면 잘못될 수 없다.는 것이다. 후기성도는 순결한 생활을 하게 되면 예수 그리스도의 은혜와 성신의 역사를 통해서 성결하게 됨을 믿는다. 또한 사람은 은혜에서 멀어지고 하나님에게서 떠날 가능성이 있는 존재이므로, 조심하며 항상 기도하며 유혹에 빠지지 않게 할 것과 끝까지 견딜 것을 가르침 받는다.

### 예배와 금식
이 교회는 매주 일요일 성찬식을 행한다. 이 성찬식은 성도들이 구주의 대속 희생을 기억하도록 예수 그리스도께서 직접 제정하고 제자들에게 자주 행하라고 지시한 의식이다. 이는 무죄한 그의 인류 대속을 위한 십자가 희생으로서 그의 찢긴 살과 흘린 거룩한 피를 기억하여 상징적으로 취하는 가장 중요한 예배 의식이다. 또한 각 연령대 별로 주일학교를 마련하고 있으며 보조 모임으로 신권회(남성), 상호부조회(만 18세 이상의 여성), 독신성인회, 청남회, 청녀회, 초등회 등을 구성하고 있다. 매주 월요일에 후기성도는 〈가정의 밤〉이라는 가족 예배 시간을 갖는다. 매월 첫째 주일에는 24시간 동안 금식을 행하고 간증을 발표하는 성찬 예배를 행하며, 이 때 두끼 분의 식사 비용을 후하게 계산하여 금식 헌금에 참여하며, 이 금식헌금은 가난한 이웃 회원의 생계를 지원하는데 사용된다. 성찬식을 포함한 일요예배 모임 이외에는 다른 예배 모임을 운영하지 않으며, 다만, 가족과 함께 할 것을 권고한다.

### 봉사와 선교사업
이 교회의 활동은 성도들의 봉사로 이루어진다. 교회 운영에서도 대가나 보수를 받고 일하는 경우가 없으며, 갓 침례 받은 개종자부터 교구장인 스테이크 회장 및 그 위의 지역칠십인에 이르기까지 그리고 안내자, 반주자, 지휘자, 사회자, 연사나 원거리 초청연사, 감독, 주일학교 교사, 보조조직이나 신권조직의 회장단이나 서기나 역원 등 모두 대가 지급이 없다. 전임으로 봉사하는 총관리 역원의 경우 교회에서 운영하는 기업체에서 기본 생활비를 지원 받는 정도이다. 몰몬경 등 표준 경전 번역도 무보수 봉사자의 헌신적인 노력에 의해 이루어져 왔다.
무보수 봉사의 전형은 전임선교사라 할 수 있는데, 2009년 6월에 100만명을 배출하였고 전 세계 약 7만여명이 활동 중이다. 전임선교사는 주로 회복된 예수 그리스도의 복음을 전하며, 그 외에 봉사선교사가 있는데 영어등 언어교육, 의료봉사, 인도주의사업, 성전봉사, 전임선교사 지원 등에 1년~2년간 시간을 바친다. 선교사들은 외국에서 봉사하도록 부름 받는 사례가 많은데 젊은 전임 복음선교사의 경우 외국어에 능숙하게 되고 인간적으로도 성숙하게 되어 나중의 사회 진출에도 상당히 도움이 된다고 한다. 후기성도들은 이러한 헌신과 봉사를 통해 기쁨과 발전을 얻게 된다고 한다. 저명한 후기성도 중에 미국의 공화당 대통령 후보였던 미트 롬니도 선교사 출신이다. 오바마 대통령의 요청으로 중국대사를 지낸 후 공화당 대통령 예비후보 중의 한사람이었던 존 헌츠먼도 역시 선교사 출신이다.

### 성전
이 교회는 다른 기독교에서는 찾아 볼 수 없는 독특한 장소로서 산자와 죽은자를 위한 구원의 의식을 집행하는 성전을 갖고 있으며, 이 성전은 주일 예배를 드리는 집회소인 예배당과는 다른 장소이다. 성전에서는 화요일부터 토요일까지 의식이 집행되는데 살아있는 사람들의 자신을 위한 구원 의식뿐만 아니라, 복음을 모르고 죽은 이들을 위한 대리 침례,와 안수 등 구원 의식이 신권의 권능에 의해 행해진다.
성전에 들어가기 위해서는 1년 이상 충실한 회원으로 신앙생활 하여 감독 및 스테이크 회장과 접견 후에 성전 추천서를 발급 받아야 한다. 교회 설립된지 불과 몇년후의 유년기에 성전 건축에 대한 계시와 계명을 받았으며, 교회가 성장 한 곳이면 어디든지 성전이 건립된다. 전 세계에 168개의 운영중인 성전이 있으며, 건축중인 성전은 15곳, 건축이 발표된 성전은 42곳이다. 한국은 서울 서대문구 창천동(신촌)에 있는 서울성전은 1985년 12월에 헌납되었다.
이 교회는 영의 세계의 죽은 자들에게도 복음이 전파되는 것과 죽은 자들을 위한 대리 침례 의식은 성경에 기록되어 있는 교리이나, 교회역사 전래 과정에서 사라진 교리라고 설명하고, 성전 의식은 신권과 더불어 계시에 의해 회복된 교리라고 믿는다.
성전 사업은 이 생을 마치고 사망한 조상들이 스스로 행할 수 없는 구원의 복음 의식을 대리로 해주는 영역이며, 오직 대가나 보상 없이 주기만 할 뿐, 대리 침례 받은 이의 명단이 교회 회원 명부에 오르지도 않으며, 어떠한 강제성도 없는 가장 순수한 비이기적인 봉사라 한다. 후기성도들은 복천년의 주된 사업이 온 인류를 위한 성전 사업이 된다고 믿고 있다.

### 복지와 인도주의 사업
교회는 교회 회원을 위한 복지 사업과 비회원을 위한 인도주의 사업으로 구분하여 수행한다. 교회 회원을 위한 복지 사업은 금식 헌금으로 충당한다. 교회 회원들은 매월 첫째 주일 정기적으로 금식하고, 절약한 이상으로 넉넉하게 금식 헌금을  기부한다. 교회는 노동을 중시하며 근면한 생활을 권장한다. 미 자립 회원인 경우 자립 지원을 위해 일시적인 기간 동안 생계를 지원하는 것을 원칙으로 한다.
또한 비 회원을 위한 인도주의 사업은 회원들이 별도로 헌금하는 인도주의 기금으로 집행한다. 코로나 펜데믹 때 회원들의 헌금이 줄어들 것으로 예상하였으나, 오히려 더욱 늘어났다고 하며, 인도주의 기금 규모는 연간 1억달러(1조3천억원)를 상회 한다고 한다. 재난 당한 세계 각지의 이웃을 돕기 위해 이 기금을 집행한다. 또한 회원들의 평소 자원 봉사는 연간 830만 시간을 제공한다고 한다. 북한에도 많은 지원을 하고 있는데, 주로 자립을 돕기 위한 것으로서 과수원 사업을 지원하고 있다. 국내의 경우 2023년에는 수해 복구 사업으로 대한적십자사에 3억8천만원의 현금, 강릉 산불 사고에는 1억2천만의 물자를 지원하였고, 기타 여러 프로젝트에서 지원 사업을 수행해 왔다. 아프리카 등에서는 가톨릭, 남침례교 등의 구호 기관과 협력하여 시행하는 경우도 있다.

### 정치적인 입장
이 교회는 정치적인 중립을 표방하며 회원들에게는 사회의 공공 유익을 위하여 의로운 사람을 지지하고 투표로 선출하는 데 책임있는 시민으로서 기여하도록 권고하지만 선거에는 공식적으로 그 누구를 선정하여 지지하지 않는다. 그러나 퓨 포럼의 연구 발표(2012.1.12)에서 나타난 바와 같이 후기성도들은 대체로 보수적인 성향을 지니고 있어서 공화당을 지지하는 회원의 수가 상당히 많은 편이다.

### 산하 기구
- 태버내클 합창단: 예수 그리스도 후기성도 교회가 1847년 솔트레이크시티에 정착한 직후에 창단되어 370명의 후기성도 자원 봉사자들로 구성된 합창단이다. 이 합창단의 주일 정기 공연은 1925년부터 CBS를 포함한 수백개의 방송 채널을 통해 전 세계에 매주 방영되고 있다. 미국 레이건 대통령이 이 합창단을 미국의 합창단이라고 지칭하였을 만큼 미국인들의 자랑이 되었으며, 미국의 대통령 취임식이나 올림픽 등의 국가적인 행사 때 여러차례 공연한 바 있다.[149]
- 브리검영 대학교(BYU): 예수 그리스도 후기성도 교회가 운영하는 대학으로, 본교는 유타주 프로보에 있고 아이다 호 캠퍼스와 하와이 및 예루살렘 캠퍼스가 있고 약 34,000명이 공부하고 있는 미국의 종교 사학 중에서 가장 큰 대학이다. 경영학과 회계학 및 법률학 분야가 상위랭킹에 있고, 특히 회계학은 랭킹 1위를 기록하고 있다고 알려져 있다. "성공하는 사람들의 일곱가지 습관"으로 유명한 스티븐 코비 박사가 이 학교의 경영대학교 교수 출신이다. 학비가 가장 저렴하다는 점 및 면학 분위기가 좋다는 점과 더불어 윤리적인 엄격함이 요구된다는 점이 특징이다. 이를테면 출중한 실력으로 농구의 성적을 올려놓는 스타 선수라도 윤리규정을 어긴 경우 중요한 경기를 앞두고도 경기장에서 축출된 사실이 언론에 보도되어 화제가 된 바도 있다.[150]

## 비판과 반론

### 일부다처제에 대한 논란
예수 그리스도 후기성도 교회는 초창기부터 급속한 성장과 더불어 많은 반대에 부딪혀 왔다. 1837년 커틀랜드 세이프티 소사이어티의 파산은 법정 소송으로 비화되었고, 미주리와 유타에서는 미국 정부와 충돌이 있기도 하였다. 특히 미국 의회에서 1884년도에 에드먼드 터커법으로 일부다처제도를 금지하는 법률을 제정하고 대법원에서 이를 합법으로 인정하게 될 때까지 심한 갈등을 빚었다. 그 결과 미국 의회에 의해 해산을 명령받은 사태도 있었으나 초창기와 개척기의 이러한 비판은 이 교회가 국법을 준수하라는 교리에 따라 헌법을 준수하고 있음이 확인되고, 1890년 선언문을 발표하여 일부다처제를 중단하면서 그리고 이에 따르지 않는 신도들을 파문함으로써 일단락되었다.
한편, 이 교회의 1890년 중혼 금지 정책에 불순종함에 따라 파문되어 교회에서 이탈한 소수의 사람들이 나중에 모여 미국 서부의 주 경계 구역에 은둔생활하며 일부다처 종파를 구성하였는데, 그 중 한 단체는 1935년에 설립된 "근본주의 예수 그리스도 후기성도 교회"로서 미국사회에서 아직도 일부다처를 행하고 있는데, 일부다처 문제 이외에 물의를 빚은 바는 없고, 각 개인 구성원들은 나름대로 평화로운 삶을 유지하는 것으로 보도된 바 있다. 다만, 그 지도자 워랜 제프스의 미성년자 결혼 등의 위법 사실이 문제되어 FBI 지명 공개 수배, 체포, 재판 과정이 보도되는 동안에 이들을 근본주의 몰몬교로 잘못 칭하여 마치 몰몬교라 하는 예수 그리스도 후기성도 교회 회원 중에서 근본주의자들이 별도로 있는 것처럼 오해가 초래하기도 하였으나, 이들은 현재 이 교회와 직접적인 관련이 없는 별개의 소규모 은둔 단체이다.
후기성도 교회를 표방하는 소수의 여러 종파들이 몰몬교로 통칭되는 까닭에 종종 예수 그리스도 후기성도 교회와 혼동되기도 한다. 대한민국에서는 중앙일간지, 공영TV방송 등에서 미국의 일부다처종파들에 대한 관련 뉴스를 다루면서 이러한 혼동 때문에 그들을 예수 그리스도 후기성도 교회(모르몬교) 일파로 보도되었다가 정정 보도하는 일들이 있었다.

### 인종적 편견에 대한 논란
조셉 스미스가 예수 그리스도 후기성도 교회를 설립할 당시부터 이 교회는 흑인의 입교가 허용되었다. 조셉 스미스는 흑인 노예 제도의 폐지를 주장하였다. 브리검 영이 회장이 된 이후인 1852년부터 흑인에 대해 입교는 여전히 허용되었으나 신권 성임이 제한되었다. 1960년대 까지도 브루스 알 맥콩키와 같은 이 교회의 지도자들은 “저주의 사슬”과 같은 표현을 사용한 것이 인종적 편견이라는 지적도 있으나, 이는 경전을 토대로 한 이해의 영역이라고 보는 시각이 있다. 1978년 이 교회는 흑인의 신권성임이 승인되었고, 그 이후 흑인의 신권 지도자 진출을 허용하고, 흑인 총관관리역원도 다수 성임되어 성역을 베풀고 있으며, 모든 인종적 편견에 대한 반대를 분명히 하고 있다.
이 교회에 대한 비판 중에는 이 교회의 과거 정책 가운데 하나인 흑인의 신권 선임 제한과 같은 과거 정책을 근거로 이 교회가 인종적 편견을 가지고 있다고 비판한다. 이 교회는 경전인 몰몬경에 검거나 희거나 모든 인간은 동일하다고 기록하고 있는 것을 들어 이러한 비판이 오해 일 뿐이라고 주장한다(니후 26:33). 하지만, 같은 경전에는 검은 피부가 신의 저주에 의한 것이며 이 저주가 대대로 이어지리라는 표현이 들어있다. 그러나 이런 표현은 검은 피부에 대한 유래를 경전에서 역사적으로 설명하는 것이며, 그들을 차별적으로 대하는 근거로 이해하지는 않는다. 전임 교회 회장 고든 비 힝클리는 "하나님의 아들이요 딸인 우리는 각각 하늘 가족의 한 구성원이다. 하나님이 틀림없는 우리의 아버지이시기에 우리는 모두 형제요 자매다. 우리는 하나가 되어 우리 마음과 사회로부터 증오와 편견과 인종주의를 제거해야 한다."고 말한바 있다. 현임 십이사도 정원회 엠 러셀 벨라드 장로는“우리 모두는, 인종이나 피부색, 신조와 상관 없이 하늘에 계신 우리 아버지의 가족에 속해있습니다.”라고 이 교회의 입장을 밝히고 있다.

### 몰몬경에 대한 비판
주류 전통 기독교에서는 이 교회의 경전 중 성경 이외의 경전을 인정하지 않고 있다. 또한, 비판자들은 몰몬경의 진위 여부에 대해서도 비판을 가하는 경우도 있다. 주로 몰몬경 초판에 비해 현대 판이 약 4,000여개소의 변경이 있었다며 신빙성에 의문을 제기하고 있다. 이에 대해 예수 그리스도 후기성도 교회에서는 4,000여개소의 수정이 있었다는 내용은 현대 문법에 맞게 초판에는 없었던 구두점을 넣고, 장과 절을 나누며, 요약문과 주석을 달고, 문법상의 교정이 있었을 뿐 내용상의 변경은 없음을 명확히 밝힌다. 이는 불과 65일간의 번역으로 수개월간의 편집과 제본으로 출판된 점을 보면, 수년간 수십명의 전문가가 동원되어 번역된 성경이 판본 별로 70,000개소나 서로 상이하거나 누락된 구절이 있다는 지적에 단순 대비하더라도 얼마나 정확한 것인지를 말해준다고 한다. 이 교회에서는 평생동안 몰몬경의 진실됨을 주장한 증인들이 있다는 점을 신약성경의 고린도후서 13장 1절 "두 세 증인의 입으로 말마다 확증하리라"라는 말씀에 대응시켜 이들의 공적인 증언이 효력을 갖춘다고 본다.
역사적 사실에 부합 여부 면에서 몰몬경을 비판하는 측에서는 아메리카 원주민이 동아시아의 인류 집단과 유전적 유사성이 있으나 유대인과는 그렇지 않다는 점, 아메리카 대륙에서 몰몬경에서 언급하는 내용과 관련한 유적이나 유물이 발견되지 않고 있다는 점 등을 지적한다. 이에 대해 이 교회에서는 몰몬경의 진실성에 대한 오히려 여러 증거들이 쌓여가고 있다고 밝히고 있다.
이외에도 미시간주의 아메리칸 인디언 무덤에서 출토된 점토판과 디트로이트주에서 출토된 석판들에서 창세기의 노아 홍수 역사가 그대로 기록된 내용이 발견된 것,은 몰몬경의 진실성을 증거하는 유물 중의 하나라고 설명한다. 그러나 1909년 해당 유물을 발굴한 후기 성도 교회 소속 고고학자 제임스 E. 탤메이즈는 유물을 직접 조사한 결과 유물이 위조되었다는 주장을 내놓았다. 해당 유물은 이후 노터데임 대학교에 인계되었는데 1960년대에 다시 몰몬경의 역사성에 대한 근거로 제시되었으나 2001년 오클랜드 대학교 인류학과 연구진의 조사 결과 1800년대의 작품이라고 다시 해석했다. 한편, 학계에서는 아메리카 원주민을 아시아에서 베링 해협을 통해 이주한 몽골 인종의 후손이라는 것이 정설이다.

### 이단 논란
로마 가톨릭교회나 장로교, 감리교 등의 개신교의 주류는 이 교회를 이교, 혹은 이단으로 간주한다.
이교로 보는 가장 큰 이유는 이슬람교가 구약성경, 신약성경을 인정하나 자체적인 경전인 꾸란을 통한 정체성을 지닌 것처럼 후기성도 교회도 구약성경, 신약성경을 인정하면서 자체적인 경전들인 몰몬경, 교리와 성약, 값진진주를 통한 정체성을 유지하는 것이다. 기독교 중의 구교는 외경을 포함하고 있으나, 그 외 개신교 계통의 모든 종파가 구약성경과 신약성경만을 기본경전으로 여기는 것과 다른 점이다.
종교학적으로 종교의 3대 기본 사항인 '교조, 교리, 경전'이 다를 경우 다른 종교로 볼 수 있으므로, 후기성도 교회를 기존 기독교와 다른 종교로 구분하기도 한다. 교조인 예수 그리스도가 동일하다 하지만 후기성도 교회의 예수는 팔레스타인에서 태어나고 그곳에서 성역을 베풀었을 뿐만 아니라, 그곳에서 십자가에 못 박혀 돌아가시고, 부활하여 승천하셨지만, 아메리카 대륙에는 부활한 몸으로 나타나 성역을 베푼 신적 존재이며, 현대에 그의 종들에게 계시로 인도하는 존재이다. 기존 전통 기독교의 예수는 팔레스타인에서만 나타났던 역사적 존재이다.
교리는 기독교 모든 종파가 따르는 니케아 콘스탄티노폴리스 신경의 교리와 일치한다. 그 후에 나타난 아타나시우스 신경은 수용하지 않는데, 이는 여러 전통적인 기독교에서도 서로 견해가 다르다. 경전 역시 기독교의 구약성경과 신약성경 이외에 후기성도 교회만의 경전이 별도로 있으므로 근원적인 차이점을 지닌다. 따라서 종교학적으로 후기성도 교회를 전통적인 기독교인 구교나 개신교의 범주에 포함되지 않으므로 회복된 기독교로서 별도의 종교로 구분된다는 의견이 있다.
또한 교리상으로 성 삼위에 관한 교리에 차이가 있는데, 가톨릭과 개신교 모두 과거에 성 삼위에 대해 양태론적 삼위일체설을 믿었지만, 현재는 대체적으로 종속주의 삼위일체설을 믿는 것이 대세이다. 예수 그리스도 후기 성도 교회는 당초부터 양태론적 삼위일체론을 부정해 왔으며, 성경에 없는 삼위일체라는 용어를 사용하지는 않지만 종속주의 삼위일체론을 닮았다. 또한 예수와 여호와는 동일한 분이라고 가르친다.

#### 가톨릭의 입장
로마 가톨릭에서는 예수 그리스도 후기성도 교회를 가톨릭과 동일한 기독교로 인정하지 않으며, 이 교회에서 가톨릭의 세례를 인정하지 않는 것처럼 이 교회에서 행한 침례의 효력을 가톨릭에서 인정하지 않는다. 또한 이 교회에서 계시에 따라 회복되었음을 믿는 교리로서 베드로전서 3:19(옥에 있는 영들에게 복음선포) 및 4: 6(죽은자들에게 복음전파) 등으로 언급된 바의 지상생활 동안 복음을 알 기회가 없이 살다가 죽은 조상들에 대한 사후 세계의 복음 전파를 믿는다. 이와 연관된 것으로서, 고린도전서 15:29(대리침례)의 내용과 같이 그들의 구원을 위해 살아 있는 자들에 의해 성전에서 대리침례 의식을 수행하고 있는데, 가톨릭에서는 이러한 대리침례를 인정하지 않는다.
그러나 로마 가톨릭은 예수 그리스도 후기성도 교회를 전통 기독교가 아닌 이웃 종교로 여기는 것이며 이단으로 규정하는 것은 아니다. 로마 가톨릭교회의 추기경이자 미국 시카고의 대주교인 프랜시스 조지는 미국내 낙태 반대 운동을 위해 이 교회와 여러모로 협력한 바 있다. 그는 2010년 2월 이 교회에서 운영하고 있는 브리검 영 대학교를 방문하여 이 교회와 공동으로 낙태 반대 운동을 펼치는 것에 지지의사를 표명하고, 종교자유의 가치 신장을 위해 노력하고 있는데 대해 감사를 표시하였다. 2019년 3월에는 로마에 건축된 성전 헌납식에 참석하기 위해 방문한 이 교회의 러셀 엠 넬슨 회장과 바티칸에서 프란치스코 교황을 만나 우호적인 대화를 나누었다

#### 개신교의 입장

##### 미국
미국의 개신교계에서는 이 교회를 이단으로 간주하는 시각이 남아 있으나 개인차원으로 일부 이웃 종교로 여기는 시각이 있다.. 예를 들면 미국의 최대 개신교 교단인 미국 남침례회(The Southern Baptist Convention)의 북미선교부에서는 공식 발표는 아니지만 이 교회를 이단으로 보는 인터넷 자료로 게시한 바 있다. 그러나 최근 같은 교단의 미국 정치의 종교 역할 관련 전문가인 리처드 랜드 박사(남침례회 종교자유 및 윤리위원회 의장)는 후기성도 교회와 개신교의 정치적 입장이 같으며 문제 될 것이 없다고 밝히고 있다. 또한 《긍정의 힘》으로 유명하며, 미국에서 가장 큰 개신교회인 텍사스 레이크우드 교회의 조엘 오스틴 목사는 'CBS This morning' 방송에 출연하여 미국 공화당 대통령 후보인 후기성도 밋 롬니에 대해 언급하기를 '그도 나와 같은 그리스도인'이라고 밝힌데 이어 CNN과 인터뷰에서 '몰몬교도는 기독교의 형제'라고 밝힌 바 있다.
한편 《무례한 기독교》, 《왜곡된 진리》 등의 저자이자, 이 교회와의 대화를 추진하고 있는 풀러신학대의 리처드 마우 총장은 2004년 12월 14일 유타주 솔트레이크 시티의 이 교회 본부의 강단에서 연설하였는데, 개신교계에서 이단 비판 근거로 널리 인용되고 있는 "이단 비판 책" 저자들인 월터 마틴Walter Ralston Martin, 데이브 헌트Dave Hunt 등이 "이 교회에 대해 지나치게 단순화하거나 사탄적이라고 설명한 것은 거짓 증언이며 이를 바탕으로 부당하게 이단으로 규정하고 있다. 거짓 증언은 끔찍한 일이다. 우리 복음주의자들은 당신들에게 교리가 어떤지 물어 보지도 않고 이단으로 규정하여 죄를 지었다"고 지적하며, 이 교회에 사과하였다. 또한 이 발언에 대한 반향으로 그레이 목사는 "우리는 후기성도들에게 추하게 행동하지 않았고, 우리는 그들을 사랑하고 그들에게 관심을 가지고 있다."고 주장하였다. 그리고 이를 보도한 개신교 언론인 크리스천투데이 김영빈은 "가장 보수적인 미국의 교단조차도 '후기성도들이 우리의 친구'라는 명제에는 이의를 제기하지 않는다는 것이다."라고 강조하면서 "세계교회 어느 누구도 타인을 이단으로 규정하고 격리시킬 권리가 없다. 그것은 오로지 하나님만이 행하실 수 있는 심판의 영역이다. 이단 정죄하는 개신교인들은 화이부동(和而不同)을 배워야 한다."고 지적하였다. 이에 대해 유타-아이다호 침례회 연맹의 집행위원장인 타임 클라크는 무어 총장의 메시지가 개신교인들과 후기성도들 모두에게 혼란스러운 메시지를 전달할 수 있다고 말했다. 후일 리처드 마우는 자신이 예수 그리스도 후기성도 교회에 대해 개신교와의 차이점이 있음을 이해하고 있고 "정통기독교"라고 말한 것은 아니고, 친구로서 친절하고 정중한 대화를 촉진하고자한 것이라 해명하였다.,
리처드 마우의 입장은 개신교계의 일부 의견으로 개신교계에는 이와는 다른 입장도 존재한다. 미국 남침례회신학대학원(The Southern Baptist Theological Seminary)의 총장이자, 미국 개신교계의 신학자인 앨버트 몰러R. Albert Mohler, Jr. 박사는 "몰몬교는 기원부터 전통적인 기독교(즉, 개신교)의 교리를 부정했으며, 전통적인 개신교회의 일원이 되는 것을 거부했다"며, "몰몬경은 전통적인 기독교인 개신교에 의해 받아들여진 성경과 전혀 다른 책"이라고 주장하며, 리처드 마우 박사의 행동에 우려를 표명하였다. 또한 그의 입장은 개신교계를 대표할 수 없는 것이라고 주장했다.
또한 2007년도 퓨 포럼 설문 조사에 따르면 미국의 개신교 복음주의자들은 약 46%가 이 교회를 긍정적으로 보고 있는 정도인데, 최근 유타 주에서 열리는 2011년 3월 전미복음주의협의회(NAE) 이사회의 기간 동안 상호 이해와 협력 증진을 위해 리스 앤더슨 NAE 회장과 리처드 마우 풀러신학교 총장, 크레이그 윌리포드 트리니티국제대학교 총장, 데이비드 네프 크리스채너티투데이 편집장 등을 포함한 복음주의 지도자들은 이 교회 지도자들과의 면담을 계획하고 있다고 보도된 바 있으며, 이들은 대회 기간 중에 이 교회를 대표하여 나선 십이사도정원회의 제프리 알 홀렌드 장로와 우호적인 대화를 가졌다.

##### 한국
한국의 주류 개신교 교파에서는 몇몇 교단이 "몰몬교 이단연구보고서"를 만들고 이를 근거로 하여 이단으로 결의하였다. 그러나 이단 결의의 근거 중 일부다처제 등 일부는 현대의 후기성도교회에는 적용되지 않는 시대착오적인 비판이 포함되어 있다. 또한 후기성도교회는 공식적으로 대한민국 주류 개신교계의 이단 정죄가 사실이 근거를 두지 않은 왜곡되며 거짓된 주장이라고 본다. (구체적인 입장은 아래 예수 그리스도 후기성도 교회의 입장 문단 참고)
기독교대한성결교회는 이 교회에 대해 '예수의 신성 부인', '예수의 대속과 십자가 부인', '지옥의 존재 부인' 등으로 1985년 총회에서 한국 개신교단 중에 최초로 이단으로 결의하였다.
예장합신은 1995년 제80회 총회에서 구약성경과 신약성경 외에 몰몬경을 하나님의 말씀으로 받아들이는 것, 신도가 하나님과 같은 존재가 될 수 있다고 믿으며, 예수가 독생자가 아니며 단순한 인간이라고 주장하고, 일부다처제를 시행해왔다는 것을 근거로 총회에서 이단으로 결의하였다.
예장고신은 1992년에 이 교회가 예수그리스도의 신성을 부인하고 대속주임을 믿지 않으며, 예수를 마리아와 하나님의 성적 관계에서 태어난 존재로 믿고, 예수가 여러 명의 처를 두었다고 지적하며 이단 정죄하였는데, 이러한 교리들은  후기성도들이 표준경전으로 믿는 어느 곳에도 나와 있지 않으며 이 교회의 공식 교리로 채택된 적이 없고 실제 이를 믿는 후기성도들도 없다. 이후 2009년 제58회 총회에서는 예수가 루시퍼의 형제라고 주장하고, 하나님이 한때는 인간과 같은 존재였으며 인간도 하나님처럼 될 수 있다는 점을 지적하며 이단으로 다시 결의하였다.
예장통합은 2014년에 제99회 총회에서 〈몰몬교에 대한 연구보고서〉에 따라 이단으로 결의하였는데, 예수 그리스도 후기 성도 교회만이 참된 교회라고 주장하는 점, 성경이 완벽하지 않다고 주장하는 점 외에도 하나님이 귀함을 입은 사람(exalted man)이고 인간이 하나님의 수준에 도달할 수 있다고 믿으며, 예수가 루시퍼와 형제로 하나님의 독생자임을 부정하고, 헌신하는 후기 성도 교인들만 천국에 들어갈 수 있다고 믿는다는 것을 이단 정죄 결의의 근거로 삼았다.
기독교대한감리회는 2014년 제31차 총회에서 신천지, 통일교 등과 묶어 예장통합의 보고서 내용과 동일하게 제시하며 이단으로 결의하였다.

#### 예수 그리스도 후기성도 교회의 입장
후기성도교회는 공식적으로 대한민국 주류 기독교계의 이단 정죄가 잘못된 주장이라고 본다. 2010년 공식적으로 반론 성명을 내었는데 그 주된 내용으로는, 첫째 주류 계신교계의 이단에 대한 정의가 잘못되었고, 둘째 대속이나 일부다처제 등 교리는 현대 후기성도교회에서 공식적으로 채택한 교리가 아니며, 셋째 자신들의 인죄론과 구원론이 주류 개신교계의 것보다 옳다는 것이 주된 내용이다. 이후 오랜 기간 자발적인 해소가 없었으므로 2022년 공식적인 이단철회 요청을 하였으나, 이단대책위원회를 운영하는 10개 교단이 이단 해지 여부에 대해 공동 대응하기로 결의하였다. 그러나 “본 교단의 신학과 교회사적인 관점에서 볼 때 아직 별로 달라진 것이 없기에, 해제 문제를 언급할 단계가 아니라고 사료된다”며 이단으로 유지되었다. 또한 가장 큰 교단으로서 대표적인 교단인 통합은 2023년 총회에서  '경전의 범위'가 다르고, '선지자의 존재'를 믿는다는 이유 등으로 비판하였다.
위에서 언급한 것처럼, 후기성도교회에 대해 이단 근거로 제시되는 "예수 그리스도의 대속을 믿지 않는다.","일부다처를 행하고 있다.","지옥을 부인한다.","흑인은 구원받을 가치가 없다고 한다"는 비판은 후기성도의 기본 교리에 대한 무지에서 비롯된 것이며 특히 미국의 데이브 헌터, 월터 마틴 등의 책자를 잘못 인용한 것으로 이들의 저술에 대해서는 논란이 있다. 또한 '무례한 기독교', '왜곡된 진리' 등의 저자로서 저명한 미국 풀러 신학교의 리처드 마우 총장은 크리스챤 투데이와의 인터뷰에서 복음주의자들이 몰몬교를 비판하기 위해 몰몬교의 믿음을 잘못 표현했다고 말했다.
후기성도교회는 온 세상의 유일한 구세주요 이스라엘의 하나님이신 예수의 대속의 공덕으로 온 인류가 부활할 수 있고 구원받을 수 있게 되었다고 믿으며, 나아가 예수 그리스도와 성약을 맺고 그의 계명을 지키면 역시 대속의 은혜로 하나님 면전에서 영생을 누리게 됨을 믿는다. 따라서 믿는 자만 부활한다고 하는 개신교의 대속 신앙은 효력을 제한적으로 믿는데 비하여, 대속 은혜가 모든 인류에게 미치는 것으로서 무한함을 믿는다. 또한 불의한 자들은 심판 때까지 지옥(영옥)에서 영원한 형벌을 받아 정화되는 과정을 갖게 됨을 가르친다. 또한 현대에는 백인이나 흑인이나 하나님 앞에 동일함을 가르치고 있다. 이 교회의 신앙개조 11조에는 "우리는 우리 자신의 양심의 지시에 따라 전능하신 하나님을 예배할 특권이 있음을 주장하며, 또 모든 사람에게 그들이 어떻게, 어디에서, 혹은 무엇이라도 예배할 수 있는 똑 같은 특권을 허용한다."라고 선언하고 있다.

## 주해
1. ↑  교회의 회원수는 활동 및 비활동 즉, 개종하여 침례받고 활동하다가 교회를 나가지 않는 교인을 포함한 수치로 실제 활동 교인 수는 그 삼분의 일인 500만 명 미만으로 미국 활동 교인수는 활동 비율이 다소 높으므로 대략 300만 명 정도 될 것으로 추정된다. 탈퇴나 제명된 회원은 그 숫자에 포함되지 않는다.
2. ↑  당시 어떤 일이 일어났는 지는 구체적으로 알려지지 않고 있으나 이 교회의 교리와 성약 98편 에서는 지역의 헌법을 준수할 것과 복수하지 말 것을 강조하고 있다.
3. ↑  이 사건에 대한 보다 자세한 정보는 en:Kirtland Safety Society를 참조할 것
4. ↑  교리와 성약 132편에 나오는 에머 스미스는 이 교회가 성립되기 이전인 1827년 조셉 스미스와 결혼한 첫 번째 부인이다. 조셉 스미스가 사망한지 16년이 지난 후 이미 오래전에 교회를 떠나 있던 조셉 스미스의 막내 동생 윌리엄 스미스가 조셉 스미스 3세가 교회 승계의 적통이라는 주장을 내세워 창립한 복원 예수 그리스도 후기성도 교회에 참여하였다. 이 교회는 약간의 발전이 있은 후 곧 쇠퇴기에 접어들어 오늘날 그리스도 공동체(en:Community of Christ)로 이름을 바꾸었다.
5. ↑   조셉 스미스는 주요 공약으로 채무로 인한 투옥을 폐지하고, 감옥을 수감자가 학습할 수 있는 학교로 바꾸며, 1850년까지 노예제도를 폐지하고, 노예 소유자에게는 공유지를 매각한 이익금으로 배상해 주며, 국립은행을 세워 각 주에 지점을 만들 것을 주장했다. 부통령 후보는 시드니 리그돈이었다.
6. ↑  2004년, 일리노이주 정부는 후기성도 교회를 추방하였던 사실을 확인하면서 "그것은 미국 역사 상 가장 큰 강제 이주였다"고 밝혔다. 또한 "어찌되었든 일리노이 역사에서 편견과 선입견으로 인해 후기성도 교회에 가해진 불신과 폭력은 그들에게 큰 피해를 주었고 일리노이주 역사에서도 가장 어두운 일 가운데 하나였다"고 기록하고 있다. "Official House Resolution HR0793 (LRB093 21726 KEF 49525 r), Illinois General Assembly, April 1, 2004
7. ↑  이 교회는 기성 종교의 신학에 대해 사도들의 순교한 이후에 주님의 계시가 중단된 상태에서 인간의 학설과 이론으로 형성된 신조로 본다.
8. ↑  또한 기존 종교에서 삼위일체론은 한 분 하나님이 모양만 다르게 나타난다는 양태론을 믿는 것이 과거에는 지배적이었으나, 근래에는 성부, 성자, 성신이 개체이나 성부에 성자와 성신이 종속되어 있다는 종속주의론이 우세한 실정인바, 상반된 이 신학 이론은 교단별로 통일되어 있지 않고 양태론자들은 종속주의자들을 삼신론 이단이라고 비판하며, 종속주의론자들은 양태론을 비 성경적인 이단이라며 서로 논박하고 있다. 이 교회의 성 삼위에 대한 설명은 양태론을 부정하지만 성부와 성자가 개체라는 종속주의 삼위일체론과 유사하다.[출처 필요]
9. ↑  이 교회의 설명에 따르면 최종 심판 후에 사람들은 해의 왕국, 달의 왕국, 별의 왕국 중 한 곳에 살게 되는데, 성삼위를 믿으며 “예수 그리스도의 복음에 따라 살고 속죄의 축복으로 죄에서 깨끗해진” 사람은 해의 왕국에, 복음을 받아들이지 않았지만 영예로운 삶을 산 사람은 달의 왕국에, 죄를 짓고 회개하지 않은 사람은 별의 왕국에 살게 된다고 한다. 별의 영광에 처해질 사람들은 복천년 동안 정화되기 위하여 영옥(또는 '지옥'이라고도 함)의 고통을 겪게 된다. 그것은 하나님의 영원한 형벌로 알려져 있는데 이는 형벌이 영원히 계속되는 것이기 때문이 아니라 하나님이 영원하신 분이기 때문이다. 그러나 예외적인 극소수의 경우로서 영광에 이르지 못하여 영원한 형벌에 처해지는 영도 있는데, 무죄한 자의 피를 흘리거나 성신을 받고서 이를 부인하는 사람으로서 구원이 없는 영원한 음부에 처해진다고 한다. -천국과 영원한 보상 보관됨 2011-11-26 - 웨이백 머신
10. ↑  가톨릭 교회는 두 그룹 간의 교리적 차이가 너무 크다고 보고 있어, 동방 정교회나 개신교 교회에서 행한 세례를 기독교 입교의 증거로 인정하는 것과는 달리, 이전에 시행된 LDS 교회의 세례는 이를 인정하지 않고 있다.[99][100] 반면, LDS 교회 역시 다른 교회에서 집행된 세례를 인정하지 않으며, 세례는 적법한 성직 권위에 의해 이루어져야만 유효하다고 가르친다.[101][102]:41
11. ↑  예시로는 가톨릭 교회,[99][106] 동방 정교회,[107] 미국 장로교회,[108] 미국 복음주의 루터교회,[109] 그리고 미국 성공회가 있다.[110]
12. ↑  조셉 스미스에 따르면, 예수는 그에게 기독교를 표방하는 다른 교리들이 "주님의 눈에 혐오스러운 것들이며, 그 [종교] 교수들은 모두 부패했다"고 말씀하셨다고 한다.[112][113]
13. ↑  복천년 이라고 하기도 한다
14. ↑  모르몬경의 내용은 대체로 하나님께 불순종하는 형 레이맨을 따르는 레이맨인들과 하나님님께 순종하는 영적인 지도자요 동생인 니파이를 따르는 나파이(히브리어로 "당나귀 턱뼈"라는 뜻의 이름)인으로 나뉘어 서로 대립하면서 큰 민족을 이루었는데, 나중에 타락하게 된 니파인인들이 멸망한 421년까지의 흥망 성쇠의 역사 기록이라고 한다.

모르몬경은 니파이인 선지자들에 의해 전승되어 온 기록물을 장군이요 선지자였던 모르몬이 마지막으로 요약 정리하였다고 한다. 이 때문에 이 경전을 모르몬경이라고 한다.
15. ↑  이 경전으로 인해 이 교회는 일반인에게 모르몬교로 알려져 왔다.
16. ↑  (2012년 4월 1일 연차대회 보고, 토마스 S 몬슨 회장의 가르침) 선지자 조셉 스미스는 이렇게 말씀했습니다. “신권은 영원 불변한 원리이며, 영원 전부터 하나님과 함께 존재했고 영원까지 존재할 것이니, 시작한 날도 없고 끝나는 날도 없습니다.”또한 윌포드 우드럽 회장 말씀에서는 다음과 같은 내용을 배웁니다. “성신권은 하나님께서 지상의 인간과 교통하시고 인간을 다스리시는 통로입니다. 그리고 인간과 대화하기 위하여 지상을 방문한 하늘에서 온 사자들은 육신으로 있을 때 신권을 소유하고 영화롭게 했던 사람들입니다. 또한 하나님께서 인간을 지상에 보내시는 것으로부터 세상을 구속하시는 일까지 인간의 구원을 위해 하신 일은 무엇이든 다 영원한 신권으로 행하여졌으며, 앞으로도 그럴 것입니다.”아울러 조셉 에프 스미스 회장은 이렇게 밝혔다. “신권은 하나님께서 인간에게 위임하신 권능으로, 인간은 그 신권을 통해 지상에서 인간 가족의 구원을 위해 아버지와 아들과 성신의 이름으로 합법적으로 일할 수 있습니다. 그 권세는 스스로 취하는 것이 아니요, 돌아가신 세대로부터 빌려오는 것도 아닙니다. 오히려 우리가 사는 지금, 하늘에서 내려온, 성역을 베푸는 천사들과 성령을 통해 전능하신 하나님 면전으로부터 직접 주어지는 권세인 것입니다.”마지막으로 존 테일러 회장의 말씀입니다. “신권이란 무엇입니까? …… 그것은 땅이나 하늘에서 인정되는 하나님의 통치권입니다. 왜냐하면 신권 권능, 작용, 또는 원리에 따라 땅과 하늘에 있는 모든 것이 다스려지고, 그 권능으로 만물이 지탱되고 유지되기 때문입니다. 신권은 만물을 다스리고, 만물을 인도하고, 만물을 유지하며, 하나님과 진리에 관련이 있는 모든 것과 관계가 있습니다.”지상에 하나님의 신권이 존재하는 이 후기에 이 땅에 사는 것은 얼마나 큰 축복입니까? 우리가 신권을 소유한다는 사실은 또 얼마나 큰 영광입니까? 신권은 하나의 선물이라기보다는 섬기라는 명령입니다. 사람들을 고양시키는 특권이자 이웃의 삶을 축복하는 기회입니다.
17. ↑  성찬(聖餐) 또한 마지막 만찬 ; 생명의 떡 ; 생수 ; 속죄하다, 속죄 ; 십자가 ; 예수 그리스도 ; 침례, 침례를 주다 ; 희생 : 후기 성도에게 있어서, 성찬은 그리스도의 속죄 희생을 기억하면서 빵과 물을 취하는 의식을 가리킨다. 찢긴 떡은 그의 찢긴 살을 나타내며 물은 그가 우리의 죄를 속죄하기 위해 흘린 피를 나타낸다(고전 11:23~25; 교성 27:2). 합당한 회원이 성찬을 취할 때, 그들은 그리스도의 이름을 받들며, 항상 그를 기억하고, 그의 계명을 지킬 것을 약속한다. 이 의식을 통하여, 교회 회원은 그들의 침례 성약을 새롭게 한다. 최후의 만찬 때에, 예수는 십이사도와 함께 드시며 성찬 의식을 설명하였다(마 26:17~28; 눅 22:1~20). 예수께서 떡을 가지사 축복하시고 또 잔을 가지사 감사기도 하셨음, 마 26:26~28(막 14:22~24; 눅 22:19~20). 내 살을 먹고 내 피를 마시는 자는 영생을 가졌고, 요 6:54. 합당하지 않게 먹고 마시는 자는 자기의 영혼을 위하여 저주를 먹고 마시는 것이니라, 고전 11:29(3니 18:29). 예수께서 니파이인 열두 제자에게 성찬에 대하여 가르치심, 3니 18:1~11. 예수께서 합당하지 아니한 사람이 성찬을 취하지 않도록 금할 것을 이 제자들에게 가르치심, 3니 18:28~29(몰 9:29). 성찬 기도가 주어짐, 모로 4~5(교성 20:75~79). 성찬은 제사 또는 장로에 의하여 집행되어야 함, 교성 20:46, 76. 교사와 집사에게는 성찬을 집행할 권위가 없음, 교성 20:58. 포도주 외에 다른 액체가 성찬을 위해 사용될 수도 있음, 교성 27:1~4.
18. ↑  은둔 생활하는 일부다처종파로서 〈근본주의 예수 그리스도 후기성도 교회〉 측은 자신들 존재의 당위성을 주장하기 위해 조셉 스미스 주니어 사망 후 바로 그를 승계한 브리검 영이 후계자로서 인정받은 것을 부정한다. 조셉 스미스 순교 당시 십이사도정원회 회장이던 브리검 영 회장이 임시 총회에서 만장일치로 교회회장으로 지지받아 정통성을 계승해 온〈예수 그리스도 후기성도 교회〉 측은 교회의 분파를 인정하지 않으며, 그들이 조셉 스미스 사망 이후 45년간 단절된 기간이 경과된 후에 별도의 단체로서 설립되었으므로 자신들이 계승하였다는 주장은 아무런 설득력도 지니지 못하고 있는 배도 단체의 하나로 본다. 그리고 이들에 대해서는 별개의 독립 단체이므로 아무런 영향력을 미칠 수 없다고 하며 논평하지도 않는다.- Driggs, Ken. "'This Will Someday Be the Head and Not the Tail of the Church': A History of the Mormon Fundamentalists at Short Creek." Journal of Church and State 43 (Winter 2001): 49-80. Baylor University.
19. ↑  후기성도 운동으로 묶을 수 있는 모르몬경을 경전으로 사용하는 여러 종교들은 독자적으로 모르몬경을 출판하기도 하였다. 대표적인 예로 조셉 스미스 주니어의 아내인 에머 스미스에 의해 세워진 〈그리스도 공동체〉에서 출간한 1966년 판 모르몬경이 있다.
20. ↑  몰몬경 니파이후서 26장 33절:“..또 그(예수 그리스도)는 그들 모두에게 그에게로 나와와 그의 선하심에 참여하도록 권하시며, 또 그는 그에게로 나아오는 자는 검거나 희거나, 메인자나 자유로운 자나, 남자나 여자나 아무도 거절하지 아니하시며, 또 그는 이방을 기억하시나니 유대인이나 이방인이나, 모두 다 하나님께는 동일하니라.”
21. ↑  니파이후서 5장 21절: “또 그는 그들의 죄악으로 인하여 저주로 그들에게 임하게 하셨나니, 참으로 혹독한 저주라. …이는 보라, 그들이 그를 대하여 자기들의 마음을 완악하게 하여 그 마음이 마치 부싯돌같이 되었음이라. 그런즉 그들이 희고 심히 곱고 기뻐할 만하였던지라, …… 그들이 나의 백성에게 꾀임이 되지 않게 하시려고, 주 하나님께서는 검은 빛깔의 피부로 그들에게 임하게 하셨더라.”
22. ↑   모르몬경에 대한 비판은 en:Criticism of the Book of Mormon을 참조할 것
23. ↑   성경에 대한 해석은 이를 경전으로 인정하는 각 종교마다 다를 수 있다. 예를 들어 코린토 신자들에게 보내는 둘째 서간에 대한 로마 가톨릭교회의 해석은 성서해설에서 확인할 수 있으며, 이 경우 해당 구절의 의미는 교회 내의 갈등을 해결하는 방법과 관련된다.
24. ↑  Citing the lack of specific New World geographic locations to search, Michael D. Coe, a prominent Mesoamerican archaeologist and Professor Emeritus of Anthropology at Yale University, writes (in a 1973 volume of Dialogue: A Journal of Mormon Thought): "As far as I know there is not one professionally trained archaeologist, who is not a Mormon, who sees any scientific justification for believing [the historicity of The Book of Mormon], and I would like to state that there are quite a few Mormon archaeologists who join this group."
25. ↑   2012년 1월 12일 미국의 종교 및 공공생활 연구기관인 퓨 포럼에서 모르몬에 대해 연구 발표에서와 같이 이 교회는 일부다처제를 시행하지 않는다는 사실이 확인되었고, 기독교적인 가치를 지지하며, 여러 방면에서 매우 긍정적임에도 불구하고, 잘못 알려진 부분이 적지 않은데, 이는 주로 거짓으로 구성된 모르몬 비판 책자들에 의해 형성된 것이라는 것이 밝혀졌다. 이렇게 잘못 알려진 내용, 즉 "이 교회는 예수 그리스도의 신성과 대속을 부인한다.","기독교가 아니다."라는 등의 거짓 증언이 게재된 책자들이 시중에 유포되어 왔고, 특히 한국의 개신교 계에서 검증 과정 없이 이런 내용을 다수 인용한 결과에 의해서 정도에서 벗어난 채 이단 논란이 형성되어 왔다고 한다.
26. ↑  그러나 현대의 후기성도교회는 지옥이나 형벌의 존재와, 일부다처 교리에 대한 강력한 금지정책, 인종 차별주의에 대한 반대 의견을 계속 표명하고 있다.
27. ↑  다만 예장고신의 주장과 달리 예수 그리스도 후기 성도 교회 측은 예수를 유일한 구세주요 대속주이며 천지를 창조하신 하나님으로 믿는다. 예수를 마리아와 하나님의 성적 관계에서 태어났다고 주장한 적이 없다. 하나님과 예수가 여러 부인을 두었다는 것은 사도직을 맡았던 오슨 하이드와 오슨 프랫이 컨퍼런스에서 공언하였다. 그러나 이것은 교회의 공식 인정을 받은 것이 아니다. 이외에도 10대 회장이었던 조셉 필딩 스미스가 예수의 결혼을 인정했다. 그러나 2006년 예수 그리스도 후기 성도 교회 측은 이러한 것이 정식 교리로 채택된 적이 없다고 반박했고 그 전부터나 현대에도 위와 같은 교리는 가르치지 않는다.
28. 1 2  예수 그리스도 후기 성도 교회의 경우 천국에 여러 등급이 있으며 반드시 해의 영광이나 승영 만이 천국임을 의미하지 않는다고 가르친다. 예수와 다른 모든 사람들과 마찬가지로 루시퍼와 사탄들은 전세에 하나님의 영의 아들이었다고 본다. 그러나 루시퍼와 추종자는 모두 지상에 태어나지 못하고 쫓겨났으며, 그리스도는 지상에 처녀의 몸에서 나서 온 인류를 대속하게 된다. 즉, 후기성도 교회에서는 독생자 교리가 다른 교회와 동일하게 존재하나, 사탄과 영의 자녀에 대한 관점이 다른 기독교 교회와 다르다.
29. ↑  이 교회의 신앙개조 2조에는 "우리는 그리스도의 속죄를 통하여, 온 인류가 복음의 법과 의식에 순종함으로써 구원받을 수 있음을 믿는다." 라고 선언하고 있고, 십이사도정원회 댈린 H 옥스 장로는 2010년 2월 26일 하버드 대학교 법과대학에서 전한 말씀에서 후기성도들의 믿음을 몰몬경에 모사이야서 3장 7절에 나오는 베냐민 완의 증거와 같이 "사람의 자녀들에게 구원이 이를 수 있는 다른 아무 이름이나 다른 어떠한 길이나 방법도 주어지지 아니하리니, 다만 전능하신 주 그리스도의 이름으로 그리고 그 이름을 통하여서만 구원이 올 수 있느니라."는 내용을 인용하면서 그리스도의 대속을 증거하였다.(리아호나 2011년 1월호 "우리 신앙의 기초"

## 참고 문헌
- Anderson, Richard Lloyd (1989), Investigating the Book of Mormon Witnesses, Salt Lake City, Utah: Deseret Book Company, ISBN 0-87579-242-1
- Bushman, Richard Lyman (2005), Joseph Smith: Rough Stone Rolling, New York: Knopf, ISBN 1400042704
- Dart, John (2007-08-21), "Counting Mormons: study says LDS numbers inflated", Christian Century.
- Garr, Arnold K.; Cannon, Donald Q.; Cowan, Richard (2000), Encyclopedia of Latter-Day Saint History, Salt Lake City, Utah: Deseret Book Company, ISBN 1-57345-822-8
- Hales, Brook P. (May 2009), "Statistical Report, 2009", Ensign: 30
- LDS Church (2006), Church Handbook of Instructions, Salt Lake City, Utah: LDS Church (published only to certain clergy—not generally available to church members or the public).
- LDS Church (2008a), Newsroom–Education, LDS Church online publication, retrieved 2009-10-16
- LDS Church (2008b), 2008 Church Almanac, Deseret Morning News, ISBN 978-1-59038-900-3
- Newell, Coke (2001), Latter Days: An Insider's Guide to Mormonism, The Church of Jesus Christ of Latter-day Saints, St. Martin's Griffin, ISBN 0-312-28043-2
- Ostling, Richard; Ostling, Joan K. (2000), Mormon America: The Power and the Promise (1st ed.), HarperSanFrancisco, ISBN 0-06-066372-3
- edited by Donald W. Parry, Daniel C. Peterson, and John W. Welch. (2002), Parry, Donald W.; Peterson, Daniel C.; Welch, John W., eds., Echos and * Evidences of the Book of Mormon, Provo, Utah: Foundation for Ancient Research and Mormon Studies, ISBN 0-934893-72-1
- Quinn, D. Michael (1994), The Mormon Hierarchy: Origins of Power, Salt Lake City: Signature Books, ISBN 1-56085-056-6
- edited with an introduction by Noel B. Reynolds ; associate editor, Charles D. Tate. (1982), Reynolds, Noel B., ed., Book of Mormon Authorship: New * Light on Ancient Origins, Provo, Utah: Foundation for Ancient Research and Mormon Studies, ISBN 0-934893-18-7
- Riess, Jana; Bigelow, Christopher Kimball (2005), Mormonism For Dummies, For Dummies, ISBN 0-7645-7195-8
- Robinson, Stephen E. (1992), Are Mormons Christians?, Bookcraft, Inc., ISBN 0-88494-784-X
- Shipps, Jan (1987), Mormonism: The Story of a New Religious Tradition, University of Illinois Press, ISBN 0-252-01417-0
- Shipps, Jan (2000), Sojourner in the Promised Land: Forty Years Among the Mormons, University of Illinois Press, ISBN 0-252-02590-3
- Smith, Joseph, Jr. (March 1, 1842), "Church History [Wentworth Letter"], Times and Seasons 3 (9): 706–710.
- selected and arranged by the Historian, Joseph Fielding Smith ; index and concordance by Robert J. Matthews. (1976), Smith, Joseph Fielding, ed., Teachings of the Prophet Joseph Smith, Deseret Book Company, ISBN 0-87747-665-9
- Stack, Peggy Fletcher (2006-06-22), "Keeping Members a Challenge for LDS Church", Salt Lake Tribune
- Williams, Drew (2003), The Complete Idiot's Guide to Understanding Mormonism, Alpha, ISBN 0-02-864491-3